# Mikhail Aleksandrovich Ulyanov
Mikhail Alexandrovich Ulyanov (tiếng Nga: Михаи́л Алекса́ндрович Улья́нов; 20 tháng 11 năm 1927 – 26 tháng 3 năm 2007) là diễn viên, đạo diễn, giảng viên nghệ thuật, nhân vật công chúng Liên Xô và Nga. Ông được tặng thưởng Anh hùng lao động Xã hội Chủ nghĩa Liên Xô (1986), Nghệ sĩ Nhân dân Liên Xô (1969), Giải thưởng Lenin (1966), Giải thưởng Nhà nước Liên Xô (1983), Giải thưởng Nhà nước Nga Xô viết mang tên K. S. Stanislavsky (1975), Giải thưởng của Tổng thống Liên bang Nga (1999) và giải thưởng điện ảnh Nika (2000). Ông là một trong những nghệ sĩ sáng giá và nguyên bản nhất của Liên Xô và nước Nga hậu Xô viết.
Sự nghiệp diễn xuất lâu năm của Ulyanov bao gồm hàng chục vai diễn sân khấu và khoảng 70 vai trên phim. Nhà phê bình Valery Kichin viết: "Ông là diễn viên có thể vào bất cứ vai ở sắc độ nào - từ những nhân vật giàu cảm xúc đến kẻ lố bịch, từ chính kịch dân gian đến hề xiếc". Ulyanov coi Nhà hát Vakhtangov là "ngôi nhà thứ hai" không thể tách rời cuộc sống mình. Tại đó, ông đóng nhiều vai nhân vật lịch sử lớn (Stalin, Mark Antony, Caesar, Richard III, Napoléon, Sergey Kirov, Pontius Pilate, Lenin) và các nhân vật hư cấu trong những vở kịch mang tính biểu tượng (Victor trong Giai điệu Warsawza, Brighella trong Quận chúa Turandot, Gulevoy trong Kỵ binh, Edigey trong Và một ngày dài hơn thế kỷ).
Phạm vi các vai diễn trong phim của Ulyanov cũng rất đa dạng từ "những nhà lãnh đạo cứng rắn, những con người có chí khí mạnh mẽ" đến "lũ hèn nhát" và cả "những nhà viết kịch". Vai diễn chỉ huy Georgy Zhukov trong phim Giải phóng và khoảng 20 phim quân đội khác được giới phê bình và khán giả coi là đáng nhớ nhất trong sự nghiệp điện ảnh của Ulyanov. Các vai diễn đáng chú ý khác của Ulyanov bao gồm Yegor Trubnikov (Chủ tịch), Dmitry Karamazov (Anh em nhà Karamazov), tướng Grigory Charnota (Cuộc trốn chạy), nhà viết kịch Kim Yesenin (Chủ đề), Sergei Abrikosov (Đời tư), người chồng cũ (Không nhân chứng), Ivan Afonin (Xạ thủ Voroshilov), người cha (Antikiller).
Trong vai trò đạo diễn, ông tham gia quay phim Anh em nhà Karamazov (1968), tự dàn dựng phim Ngày cuối (1972) và cũng được chuyển thể sân khấu cùng năm. Năm 1987, ông giữ chức giám đốc nghệ thuật Nhà hát Vakhtangov cho đến cuối đời. Ông cũng là tác giả năm cuốn sách viết về bản thân và sự nghiệp. Ông được trao nhiều giải thưởng uy tín cho các vai diễn của mình, như giải thưởng đặc biệt tại Liên hoan phim Venezia (1983).
Tối 26 tháng 3 năm 2007, Mikhail Alexandrovich Ulyanov qua đời trong một bệnh viện ở Moskva, nguyên nhân do suy thận ung thư biểu bì giai đoạn cuối. Ngày 29 tháng 3, nam diễn viên được các cựu chiến binh Moskva thời Chiến tranh Vệ quốc tiễn đưa, chôn cất tại Nghĩa trang Novodevichy với nghi thức quân đội. Tên ông được đặt cho tàu chở dầu Bắc Cực và Nhà hát Kịch phía bắc Omsk ở thành phố Tara. Năm 2012, khánh thành tượng đài Ulyanov.

## Tiểu sử

### Thời thơ ấu
Nhà Ulyanov định cư ở Siberia dưới thời Pyotr Stolypin. Ông nội của Mikhail đào vàng và gần như mất một chân tại Sông Aldan, rồi chuyển làm thư ký ở Bergamak. Ông bà nội bị người Bolshevik lưu đày tới đầm lầy Vasyugan và chết tại đó.
Mikhail Ulyanov sinh ngày 20 tháng 11 năm 1927 tại làng Bergamak, huyện Muromtsevsky (nay thuộc tỉnh Omsk). Cha là Alexander Andreevich Ulyanov (11 tháng 10 năm 1903 - 29 tháng 1 năm 1974) quản lý một xưởng gỗ nhỏ, mẹ là Elizaveta Mikhailovna Ulyanova (nhũ danh Zhukova) (5 tháng 11 năm 1907 - 2 tháng 2 năm 1966) làm nội trợ ở nhà. Trên các phương tiện truyền thông hiện nay có thông tin rằng Mikhail được khai sinh dưới tên thời con gái của mẹ, điều này không có cơ sở cũng như chính Ulyanov chưa bao giờ nói đến khi phỏng vấn hay đề cập trong cả 5 cuốn sách của mình. Tên gọi âu yếm ở nhà là Misha. Dưới Misha còn có một em gái tên là Margarita (2 tháng 4 năm 1931 - 30 tháng 4 năm 2017).
Khi Misha lên ba, gia đình chuyển đến làng Ekaterininskoe nằm không xa Bergamak.  Sau một thời gian ngắn, gia đình Ulyanov đến thành phố Tara, nơi cậu bé Misha trải qua cả tuổi thơ và tuổi trẻ.
Ulyanov lớn lên như bất cứ cậu bé Xô Viết bình thường nào: chơi Cướp cossack, tham gia thi trượt tuyết, tìm nón tuyết tùng khi vào thu, chạy đến rạp xem phim.
Năm 1941, khi Misha 13 tuổi, Chiến tranh Xô–Đức nổ ra, cha ra mặt trận. Alexander Andreevich làm chính ủy trong các sư đoàn bộ binh Siberia ở Staraya Russa, bị thương ở chân và được tặng thưởng Huân chương Sao Đỏ sau chiến tranh. Gia đình nhiều lần đến thăm ông ở làng Cheryomushki, gần Omsk. Bản thân Mikhail khi học lớp 10 đã nhận được giấy gọi nhập ngũ, nhưng cuối cùng thì có quyết định rằng những thanh niên sinh năm 1927 chưa cần ra mặt trận.
Ở trường, Ulyanov chỉ có kết quả trung bình, bị phân tâm vì liên tục tham gia các sự kiện văn hóa ban đêm. Vai diễn nghiệp dư đầu tiên trong đời là Cha Varlaam trong vở Boris Godunov. Cho đến tuổi 15, Mikhail không có chút ý niệm nào về sân khấu, cho đến khi Tara đón các đoàn sơ tán từ Tobolsk và Omsk. Một lần Ulyanov đến trại thiếu nhi tại Nhà hát Kịch Quốc gia Maria Zankovetskaya của Ukraina đang sơ tán tại Tara. Nghe thanh thiếu niên đọc thơ, Ulyanov "dần dần, từng chút một, vô tình trở nên thích sân khấu, phần lớn là do trong thời chiến thì không có gì khác ở Tara". Người đứng đầu trại sân khấu Yevgeny Prosvetov khuyên Mikhail đến Omsk và viết thư giới thiệu cho giám đốc nhà hát tại Omsk là Lina Samborskaya.

### Học diễn xuất cơ bản

#### Những bài học đầu tiên tại Omsk
Được mẹ tiễn với một túi khoai tây, Ulyanov đến Omsk học trong Kịch viện nhà hát Omsk. Ulyanov và các bạn học của mình coi giám đốc nghệ thuật kiêm nữ diễn viên chính của nhà hát Lina Samborskaya là "một đỉnh cao không thể với tới". Về sau, nam diễn viên kể lại rằng nhìn bà "trang nghiêm, uy nghiêm, giống như Catherine Đại đế" và nhìn lại mình giống như "một con nòng nọc nhỏ", sẽ không được chấp nhận. Tuy nhiên, sau khi đọc một đoạn trích trong Những linh hồn chết, anh được "bật đèn xanh".
Chính Ulyanov gọi giai đoạn này là "đau khổ", cuộc sống không hề dễ dàng, liên tục đọc phác thảo, đến phòng tập và diễn vài vai phụ. Ulyanov ấn tượng khi được học riêng với diễn viên nhà hát Mikhail Ilovaisky uyên bác đã "mê hoặc" học viên bằng những câu chuyện về những người đã gặp trên đường đời. Đồng thời với việc học diễn xuất, Mikhail cố gắng hoàn thành toàn bộ khóa học tại trường đào tạo phi công chiến đấu Omsk, nhưng chưa xong khi chiến tranh kết thúc. Ngoài ra, Ulyanov còn làm phát thanh viên buổi sáng trên đài Omsk trong sáu tháng, "dần dần quen với micrô".
Bạn cùng nhà cũng là đồng nghiệp nhà hát kịch Nikolai Kolesnikov để ý rằng Ulyanov đã cố gắng thét hết sức để chỉnh sửa giọng nói ở quãng cao của mình. Hậu quả là Ulyanov sở hữu "giọng nói khàn khàn, rạn vỡ" cho đến cuối đời.
Trong thời gian học tập tại Omsk, Ulyanov làm quen được với nhiều nghệ sĩ có tiếng và được phân vai trong các vở kịch tập diễn, như Boris (Dông tố), Shmagu (Tội lỗi không mắc tội), Kochkarev (Đám cưới). Trong suốt hai năm đó, Mikhail mong được vào vai Iago trong Othello nhưng lại không được.

#### Học tập tại Moskva và Nhà hát Vakhtangov
Mikhail Ulyanov, 1987
Năm 1941, Nhà hát Vakhtangov sơ tán đến Omsk, hoạt động trong hai năm cùng một địa điểm với Nhà hát kịch Omsk. Đó là khoảng thời gian để lại dấu ấn mạnh mẽ cho các diễn viên địa phương, đặc biệt nhất là các tác phẩm của Alexei Diky khi ấy. (Không rõ lý do nào nhưng lại khiến Ulyanov liên tưởng đến "xưởng nghệ thuật của Dikiy" đã bị đóng cửa năm 1936).
Tháng 8 năm 1946, được cha khuyến khích, ông đến Moskva tham gia xưởng kịch. Trước khi đi, Alexander Andreevich tặng cho con trai khẩu súng lục lấy được của quân Đức. Tại thủ đô, Ulyanov bị lính gác đầu tiên giữ lại do bề ngoài đáng ngờ và sợ hãi, nhưng khẩu súng đã biến mất một cách kỳ lạ. Mikhail đến sống với người bạn của cha tại số 3 phố Sokolnicheskaya. Ở đó, Ulyanov ra công viên đọc thơ để có tiền nhập học.
Đến thủ đô bằng số tiền kiếm được, với thông tin ít ỏi về các trường sân khấu, Ulyanov mất thời gian dài tìm kiếm xưởng kịch của Dikiy (vì không có ở Moskva). Cuối cùng, Ulyanov chọn ngẫu nhiên Trường Sân khấu Shchepkinsky của Nhà hát Maly và Trường Sân khấu Nghệ thuật Moskva. Về sau, Ulyanov nhớ lại "Tôi hoảng sợ vì không thấy gì ở mọi nơi. Một hoàn cảnh khủng khiếp - tôi không thể về nhà vì mọi người sẽ không chấp nhận, chính tôi cũng không thể tưởng tượng nếu bản thân mình lại thiếu sân khấu." Ulyanov tuyệt vọng muốn nhờ nữ diễn viên nổi tiếng Vera Pashennaya là giảng viên trường Shchepkinsky. Anh tìm được nơi ở của bà nhưng không dám gõ cửa.
Tình cờ trên đường, Ulyanov gặp một học sinh cũ của xưởng nghệ thuật Omsk và biết rằng Nhà hát Vakhtangov không còn xưởng nghệ thuật Dikiy nữa mà đã có trường nghệ thuật riêng là Học viện Sân khấu Boris Shchukin. Hiệu trưởng Boris Zakhava cũng là người đứng ra tổ chức thi tuyển đã nhận Ulyanov vào năm nhất. Ulyanov chuyển đến nhà trọ trên phố Trifonovskaya. Khóa học có 40 sinh viên được chia đôi: một nhóm đến học với Elizaveta Alekseeva còn nhóm của Ulyanov được Leonid Shikhmatov và Vera Lvova chỉ giáo. Shikhmatov và Lvova dạy dỗ nghiêm khắc buộc sinh viên phải tận tâm học hỏi.
Học viện Shchukin có truyền thống để sinh viên độc lập ngay từ năm nhất: được phép chọn tác phẩm yêu thích để diễn trên sân khấu. Mikhail Ulyanov, Yuri Katin-Yartsev và Ivan Bobylev đã dàn dựng và thủ vai chính trong vở Thuyền trưởng và đại úy (Два капитана) dựa trên tiểu thuyết của Veniamin Kaverin. Thành công đã truyền cảm hứng cho Ulyanov tiếp tục cùng với Yevgeny Simonov dàn dựng và đóng vai chính trong Boris Godunov. Zakhava không đánh giá cao sự táo bạo này, cho rằng họ chưa biết cách "theo đuổi nghệ thuật" và chưa đủ chín để diễn những vở như vậy. Nhiều thập kỷ sau, Ulyanov viết: "Đó là bài học mà tôi vẫn khắc ghi và trân trọng. Trong nghệ thuật, không có điều gì lại dễ dàng và ngay lập tức được."
Sau bốn năm, Ulyanov bước vào buổi diễn tốt nghiệp. Nam diễn viên trẻ được giao hai vai: Nil trong Người Philistines (Мещане) của Maksim Gorky) và Makeev trong Bóng tối xa lạ (Чужая тень) của Konstantin Simonov). Theo thông lệ, buổi diễn ra mắt sẽ được các giám đốc nhà hát nổi tiếng thủ đô và đại diện Bộ Văn hóa đến tham dự.
Năm 1950, ban lãnh đạo Nhà hát Vakhtangov chấp nhận bốn sinh viên mới tốt nghiệp vào đoàn kịch (thường chỉ lấy một hoặc hai người): Vadim Ruslanov, Nikolai Timofeev, Mikhail Dadyko và Mikhail Ulyanov. Trước khi đưa ra quyết định cuối cùng này, giám đốc nghệ thuật nhà hát Ruben Simonov đã yêu cầu Ulyanov diễn thử vai Sergey Kirov trong vở Pháo đài trên sông Volga (Крепость на Волге) của Ilya Kremlev, do diễn viên vào vai này là Mikhail Derzhavin ốm bệnh. Trích đoạn chuẩn bị cho vở diễn phải được trình duyệt trước hội đồng nghệ thuật trên sân khấu lớn của nhà hát, nam diễn viên trẻ run đến mức không còn nghĩ đến vai diễn hay nhà hát nữa, chỉ lên sân khấu mà thôi: "Tôi đã lảm nhảm lời thoại như thế nào, tôi không ngồi xuống ghế ra sao, tôi đã đi đến cuối như thế nào, tôi không nhớ nổi nữa". Nhưng cuối cùng, Ulyanov được nhận vào nhà hát.
Tháng 6 năm 1950, Ulyanov chính thức nhận bằng tốt nghiệp từ tay hiệu trưởng Zakhava, ghi rõ: "... đã hoàn thành toàn bộ khóa học của Học viện Sân khấu mang tên B. V. Shchukin, đủ tiêu chuẩn để trở thành diễn viên sân khấu kịch".

### Những mùa sân khấu và phim đầu tiên
Hè năm 1950, đoàn Vakhtangov lưu diễn tại Minsk còn Ulyanov đi thăm cha mẹ ở Tara, rồi "ăn, ngủ và đợi đến tháng 9, khi bắt đầu mùa diễn đầu tiên":
Đó là kỳ nghỉ trọn vẹn duy nhất trong đời Ulyanov. Sau đó, nam diễn viên trở lại Moskva và bắt đầu làm việc tại Nhà hát Vakhtangov.
Ngay sau khi đến nhà hát, Ulyanov được vào vai Kirov. Người hướng dẫn Anna Orochko có trọng trách giúp nam diễn viên phát triển vai diễn này. Ulyanov bắt tay vào "cố gắng hoàn thành mọi nhiệm vụ và yêu cầu của Anna Alekseevna". Ngày diễn ra mắt trên sân khấu Vakhtangov, Ulyanov được Orochko tặng cho bức ảnh của Ruben Simonov và Boris Shchukin với dòng chữ "Nếu trẻ biết cách, thì khi già có thể". Hè năm 1951, Derzhavin đột ngột qua đời ở tuổi 48. Ulyanov vẫn là người duy nhất diễn vai Kirov, dù chính bản thân cho rằng mình hoàn toàn không phù hợp.
Trong những năm đầu tiên trên sân khấu nhà hát, Mikhail đã đóng rất nhiều vai, Simonov coi anh là một diễn viên triển vọng. Tuy nhiên, "do đề tài đơn điệu và ít kinh nghiệm",  Ulyanov "không thấy niềm vui" trong công việc. Các vai diễn có thể kể như Chuẩn tướng Barkan (Tham mưu nhà nước), Artyom (Makar Dubrava) và Yakov (Egor Bulychov và những người khác).
Nhà hát thay đổi vở diễn khi bắt đầu "thời kỳ tan băng". Năm 1958, Alexandra Remizova dàn dựng vở Chàng ngốc, Ulyanov vào vai diễn khó nhất Parfyon Rogozhin. Naum Berkovsky viết "Diễn viên trong vai này không phạm lỗi cường điệu hóa hay tiểu tiết hóa. Ulyanov đã vào vai chính xác: làm rõ được lý do và cách nào mà Rogozhin có thể trở nên cao đẹp, diễn tả được đam mê và tình yêu của nhân vật theo cách riêng."
Ngay từ lúc vào Nhà hát Vakhtangov, Ulyanov đã nhận được rất nhiều lời mời đóng phim. Nhưng các lần thử vai đều thất bại. Cho đến năm 1953, Cleopatra Alperova gọi Ulyanov đến thử vai bí thư Komsomol Petrograd Alexei Kolyvanov trong phim Họ là những người đầu tiên (Они были первыми) của Yuri Yegorov, người được chính Ulyanov đánh giá là đã mở đường cho ông đến với điện ảnh.  Mùa sân khấu vừa kết thúc là lúc Ulyanov cùng với đoàn làm phim đến Leningrad. Ở đó, ông cứ ở dài trong khách sạn cho đến mùa sân khấu tiếp theo thì mới bắt đầu quay các cảnh có ông vào vai. Về sau, Ulyanov kể lại rằng rất chán khi nhìn mình trên màn hình: "Tôi không thích tất cả về bản thân mình: dáng người, khuôn mặt, giọng nói, ánh mắt... Tất nhiên, tôi đâu có thể ngờ một sinh vật xấu xí, tóc ngắn, vụng về đó lại đang cố gắng biểu diễn được."
Cũng trong khoảng thời gian này, Ulyanov gặp ngôi sao Alla Parfanyak phim Đạn trời nổi tiếng. Trải qua thời gian dài theo đuổi và tán tỉnh, Ulyanov đã cướp được nữ diễn viên từ tay huyền thoại điện ảnh Liên Xô là Nikolai Kryuchkov. Năm 1959, họ đăng ký kết hôn. Tháng 12 năm ấy, cặp đôi chào đón con gái đầu lòng Elena.
Cuối thập niên 1950, Ulyanov nỗ lực trên cả sân khấu lẫn điện ảnh. Ông lại hợp tác với Yuri Yegorov trong bộ phim Những người tình nguyện (Добровольцы). Nhờ đó tại phim trường, ông "may mắn" được làm việc với Leonid Bykov, người mà sau này Ulyanov vô cùng khen ngợi. Ulyanov cũng thủ vai nam chính trong phim Ekaterina Voronina. Những phim này mang lại cho Ulyanov "kinh nghiệm, kiến thức và kỹ năng diễn xuất thuở ban đầu trên phim trường".
Từ năm 1954, ông về giảng dạy tại Học viện Sân khấu Schukin.

### Thập niên 1960

#### Trận chiến trên đường
Bản thân Ulyanov coi vai diễn thành công đầu tiên của mình là vai kỹ sư Dmitry Bakhirev trên phim truyền hình Trận chiến trên đường (Битва в пути) năm 1961 của Vladimir Basov. Ông viết "... Tôi đã có thể thực sự cảm nhận được sức ảnh hưởng to lớn của điện ảnh, nó tạo nên âm vang trong hàng triệu trái tim khán giả, thâm nhập vào những ngóc ngách xa xôi nhất trên thế giới...". Lúc đầu, Ulyanov kiên quyết từ chối vai diễn vì cho rằng mình hoàn toàn khác với nhân vật chính trong cuốn tiểu thuyết của tác giả Galina Nikolaeva.  Ngay sau khi đọc lại cuốn sách, nam diễn viên nhận ra rằng "điều chính yếu ở Bakhirev không phải là phong thái và ngoại hình ấn tượng đáng nhớ, mà là con người nội tâm, thế giới quan, địa vị công dân xã hội". Đến khi được đề nghị lại, Ulyanov đã không thể chối từ.
Năm 1959, giám đốc Nhà hát Vakhtangov Fyodor Bondarenko  là "một người có kiến thức hiếm có về sân khấu, tâm lý diễn viên và thực sự thông minh". Cùng với nhà văn Leonid Leonov, ông dàn dựng vở kịch dựa trên tiểu thuyết Rừng Nga (Русский лес) và thấy chỉ có Ulyanov thích hợp vào vai chính Vikhrov. Mikhail không hy vọng rằng Bondarenko sẽ để mình đi đóng phim, nhưng sau khi trò chuyện, ông nói: "Chà, tôi hiểu cậu, có lẽ không nên bỏ lỡ bộ phim này."
Bộ phim thu được thành công lớn về doanh thu và thu hút khán giả không chỉ tại Liên Xô mà còn ở nước ngoài. Chủ tịch Cộng hòa Dân chủ Đức Walter Ulbricht thậm chí còn mời Ulyanov sang Đức đóng phim nhưng nam diễn viên từ chối vì rắc rối tài chính.

#### Chủ tịch: nổi tiếng khắp Liên bang
Năm 1963, Ulyanov lại hợp tác với Vladimir Basov trong phim Tĩnh lặng (Тишина). Vai tên lừa đảo hèn hạ Pyotr Bykov là một trong những vai phản diện ít ỏi trong sự nghiệp Ulyanov. Trước khi cùng đoàn kịch đi lưu diễn Áo, Ulyanov được phân vai Lenin, bộ trưởng Bộ Văn hóa Ekaterina Furtseva triệu tập ban lãnh đạo nhà hát. Khi biết rằng vai chính lãnh tụ lại do một diễn viên gần đây đóng kẻ khốn nạn trong Tĩnh lặng đảm nhiệm, Furtseva giận dữ phản đối nhưng cuối cùng vẫn cho phép đoàn kịch lên đường.
Đến giữa năm, Yuri Nagibin trao cho Ulyanov kịch bản phân cảnh Con đường gian khó trong Chủ tịch (Председатель) để diễn thử. Ulyanov rất thích "nhân vật bậc thầy Yegor Trubnikov" và thành công khi thử vai. Khi đó, Evgeny Urbansky cũng nằm trong số diễn viên được nhắm vào vai này, nhưng đạo diễn giải thích với Ulyanov: "Đúng, Urbansky phù hợp, nhưng anh ta có thể phô diễn anh hùng, mạnh mẽ làm biến mất chất nam tính, ga lăng của Yegor". Để chuẩn bị vào vai nhập tâm và tạo dáng thích hợp, Ulyanov xem ảnh chụp Kirill Orlovsky vốn là nguyên mẫu cho Trubnikov. Ông đã vào vai diễn tả nhân vật phức tạp, góc cạnh, cứng rắn. Theo nhà phê bình Margarita Kavsnetskaya, Trubnikov của Ulyanov toát lên vẻ cứng rắn không khoan nhượng khi đề cập đến vấn đề chính - "xây dựng nông trang tập thể, chăm lo cho mọi người, truyền cho họ niềm tin có được cuộc sống tốt đẹp hơn". Vì mục tiêu này, ông ta có thể không tuân theo chỉ thị cấp trên và trở nên tàn nhẫn với nông dân lao động. Nhưng khi chính quyền định cách chức nhân vật cố chấp này, tập thể nông dân bất ngờ lại ủng hộ ông ta. Kvasnetskaya viết: "Khi một biển tay giơ lên vì Trubnikov, mắt Yegor rưng rưng dòng lệ... Mặt nhân vật trở nên dịu dàng, bất lực, không còn che dấu. Nhân vật anh hùng bừng sáng lên nhờ cách diễn đạt thông minh, tinh tế của Mikhail Ulyanov."
Phim Chủ tịch (Председатель) được quay từ tháng 8 năm 1963 đến tháng 7 năm 1964. Chính vai diễn Yegor Trubnikov giúp cho Ulyanov nổi tiếng toàn Liên bang, ông được trao Giải thưởng Lenin, giá trị về sau lên đến bảy nghìn rúp. Khi được hỏi tại sao bộ phim thành công trên cả đất nước như vậy, Mikhail trả lời "Dường như những bộ phim như Trận chiến trên đường hay Chủ tịch tạo ra là dành cho tôi được tham gia vậy, chúng thành công vì đã trả lời những câu hỏi quan trọng trong sự phát triển xã hội chúng ta."
Trong bình chọn thường niên, độc giả tạp chí Điện ảnh Liên Xô đã vinh danh Mikhail Ulyanov là nam diễn viên chính xuất sắc nhất của năm.

#### Anh em nhà Karamazov,Giai điệu Warszawa
"Tôi làm diễn viên", 1987
Sau buổi chiếu ra mắt Chủ tịch, Ulyanov cảm thấy hụt hẫng: "Bắt đầu vai mới là điều đặc biệt khó khăn sau khi dồn hết tâm sức, cháy hết nhiệt huyết căng thẳng trong cả một năm".
Tháng 2 năm 1965, Ulyanov nhận được tin mẹ qua đời. Sau khi về chịu tang, nam diễn viên trở lại Moskva và bắt đầu tham gia một số phim. Lần thứ hai, ông vào vai Lenin trong Phác thảo chân dung Lenin (Штрихи к портрету В. И. Ленина) nhưng phim bị xếp lại cho đến năm 1987 mới được công chiếu. Còn trên sân khấu, nam diễn viên vào vai Brighella trong Quận chúa Turandot (Принцесса Турандот) và nam chính Victor trong Giai điệu Warszawa (Варшавская мелодия).
Giai điệu Warszawa là minh chứng sáng tạo sân khấu cuối cùng của Ruben Simonov. Ông không tiếc công tập luyện, "say sưa với cốt truyện, lời thoại, đắm chìm trong tác phẩm kịch tao nhã, thông minh và sâu sắc này". Ulyanov khản cổ tranh cãi với Simonov để cố gắng đa dạng hóa và phức tạp hóa vai diễn của mình làm bật lên sự tiêu cực, nhưng Ruben "thấy anh ở giữa tốt và xuất sắc". Sau khi công diễn, Ulyanov tiếp tục nhận vai Victor trong thời gian dài và coi đó là hình ảnh đẹp nhất của mình trên sân khấu.
Sau đó, trong giờ giải lao trong cuộc họp của Ủy ban Giải thưởng Lenin mà Mikhail đang là thành viên, đạo diễn gạo cội lvan Pyryev đến gặp và đề nghị thẳng ông thử một vài vai trong phim Anh em nhà Karamazov (Братья Карамазовы). Pyryev cho biết nhắm Ulyanov cho vai Dmitry. Một thời gian sau, Ulyanov được Mosfilm gọi tới thử vai. Pyryev bắt đầu tập hợp diễn viên và diễn thử một số cảnh. Khi ấy, chỉ có Kirill Lavrov và Mark Prudkin được chấp thuận, còn Pyryev vẫn cho Ulyanov là "tảng băng mùa xuân" khó đoán trước được thành công hay thất bại. Lo ngại này liên quan đến thành công gần đây của Chủ tịch, đạo diễn không chắc về "nền tảng" của Ulyanov. Tuy nhiên, sau các buổi tập ngắn, Ulyanov được chấp thuận vào vai Dmitry Karamazov.
Cho đến khi quay xong, Ulyanov không rời cuốn tiểu thuyết của Dostoevsky lấy một giây, khiến đạo diễn rất khó chịu, khuyên Ulyanov đừng mọt sách như vậy. Sau khi phim được phát hành, Alexander Svobodin viết "Khi vào kịch tính, nhân vật của Ulyanov ngày càng trở nên thu hút hơn. Nhi tính chuyển thành sự ngây thơ cao độ - luôn khát khao trông cậy. Nếu một người mở lòng với bạn và đó là tấm lòng thuần khiết, thì làm sao có thể không tin được! Thật quá kỳ lạ, thật quá tuyệt vời, thật vượt qua nhân tính đến mức ngừng cảm nhận mọi thứ xung quanh. Đó là những gì Ulyanov đã diễn..."
Quay phim kéo dài hơn một năm, Pyryev đột ngột qua đời vì một cơn đau tim vào ngày 7 tháng 2. Việc hoàn thiện phim được giao phó cho Mikhail Ulyanov và Kirill Lavrov. Như Mikhail sau này nhớ lại, Leo Arnstam được bổ nhiệm làm giám đốc sản xuất chính thức đã giúp đỡ rất nhiều cho các diễn viên chưa có kinh nghiệm đạo diễn. Ulyanov và Lavrov đã phát triển và quay phim theo cách Pyryev mong muốn hướng tới. Ba tập cuối được quay mà không có đạo diễn Pyryev.
Phim không chỉ đáp ứng được tất cả mong đợi của Ulyanov và Lavrov mà thậm chí còn được đề cử giải Oscar cho hạng mục "Phim nói tiếng nước ngoài hay nhất", một điều rất hiếm có cho điện ảnh Liên Xô.

#### Giải phóng
Hoàn thành Anh em nhà Karamazov, Ulyanov nhận được lời mời từ đạo diễn Yuri Ozerov vào vai Nguyên soái Zhukov trong bộ phim sử thi quân sự hoành tráng Giải phóng. Lúc đầu, nam diễn viên thẳng thừng từ chối vì "Zhukov được nhân dân quá yêu và biết đến", nhưng Ozerov nói đích thân nguyên soái chấp thuận cho Ulyanov vào vai này, ông liền thay đổi quyết định. Theo lời con gái Zhukov là Margarita, nguyên soái sau khi xem xong Chủ tịch đã nói "người nghệ sĩ đã vào vai chủ tịch, người khai thác được các khía cạnh bản chất nông dân, sẽ có thể làm chủ được vai Zhukov".
Mỗi ngày, Ulyanov lúc ấy còn chưa đến 45 tuổi phải dành hàng giờ để hóa trang già nua. Thợ trang điểm đã tạo hình má giả, tỉa phần đuôi tóc, nhưng cuối cùng lại bỏ hết và quyết định để Ulyanov diễn "với khuôn mặt chính mình". Để nhập vai tốt hơn, Ulyanov tiếp cận với rất nhiều tài liệu, xem phim tài liệu, ảnh chụp nguyên soái.
Khi bắt đầu quay, Zhukov bị ốm nặng, Ulyanov không thể gặp được. Sau khi hồi phục, Zhukov sẵn sàng gặp thì Ulyanov lại quá bận "công việc hàng ngày". Quá trình quay phim kéo dài khoảng sáu năm, nhưng hai người đã không gặp nhau suốt thời gian đó, Zhukov qua đời vào tháng 6 năm 1974.
Năm 1968 và 1969, hai tập đầu Giải phóng là Vòng cung lửa và Đột phá đã hoàn thành. Ngày 29 tháng 9 năm 1969, Ulyanov được trao tặng danh hiệu Nghệ sĩ Nhân dân Liên Xô.

### Thập niên 1970

#### Cuộc trốn chạy,Egor Bulychov và những người khác
Đầu năm 1970, Ulyanov được thử vai Viktor Kharlamov trong phim Nhà ga Belarus (Белорусский вокзал) của Andrey Smirnov nhưng cuối cùng vai này được dành cho Alexey Glazyrin.
Một trong những vai diễn điện ảnh nổi tiếng nhất của Ulyanov là tướng Charnota trong phim Cuộc trốn chạy (Бег) của Alexander Alov và Vladimir Naumov (1970), chuyển thể kịch của Mikhail Bulgakov. Ulyanov cho biết "hình ảnh vị tướng Bạch vệ đầy sắc màu, lang thang khắp Paris chỉ độc chiếc quần lót rồi giành lại được vận may, đòi hỏi một cách tiếp cận hoàn toàn mới và diễn xuất mới cho phù hợp." Nam diễn viên tin rằng mình đã không thể thành công nếu không có những đạo diễn "tài ba, tinh tế" và các cộng sự như Evgeny Evstigneev và Aleksey Batalov.
Alov và Naumov quay phim chủ yếu ở thành phố Plovdiv của Bulgaria. Những cảnh cuối cùng diễn ra ở Sevastopol và Paris, nơi Ulyanov và Batalov nghỉ tại khách sạn Bonaparte. Vladimir Naumov nhớ lại:
| “ | Tôi còn nhớ lúc đi quay Cuộc trốn chạy với đạo diễn Alov. Khi quay xong ngày, phim trường trống trơn, tôi hỏi: Ulyanov đâu rồi? Họ trả lời: À, anh ấy vẫn đang ngồi trong cảnh quay. Tôi nhìn vào thấy anh ấy ngồi và nói chuyện với một con gián, sinh vật cổ xưa này đã tồn tại hàng triệu năm về trận chiến gần kề Kiev (ấm áp nhưng không nóng bỏng)... Năng lực kỳ diệu và niềm tin Ulyanov đến mức rằng nó hiểu lời anh nói! Tôi rất tiếc đã không mang máy ảnh để chụp lại cuộc tiếp xúc kỳ lạ tuyệt vời, mà theo tôi, chỉ một người xuất chúng mới có thể làm được! | ” |

Bách khoa toàn thư Ai là ai trên thế giới (Кто есть кто в мире) xếp phim này vào hàng những vai diễn hay nhất trong sự nghiệp Ulyanov, phần lớn dưới chỉ đạo của Alov và Naumov. Nhưng theo hồi ký của Naumov, băng phim sau đó không được phát hành một cách khó hiểu.
Chẳng bao lâu sau, học viên trẻ mới tốt nghiệp VGIK Sergey Solovyov tham gia chuyển thể kịch Egor Bulychov và những người khác (Егор Булычов и другие). Ấn tượng với Chủ tịch, nhà biên kịch thấy có mỗi Ulyanov là phù hợp vào vai Egor Bulychov, hai người họp mặt ở Mosfilm. Biết được cách diễn của Ulyanov, Solovyov e rằng ông khó được chấp nhận, nhưng khá hứng thú sau khi xem diễn thử. Vai diễn nhiều tập do Innokenty Smoktunovsky đảm nhận, nhưng Ulyanov lấy lý do không nghe đến tên tuổi diễn viên này, đã đưa ra tối hậu thư cho Solovyov phải chọn duy nhất giữa ông hoặc Smoktunovsky. Trong khi quay phim này, Ulyanov vẫn diễn trên sân khấu kịch với vai Antony trong vở Antony và Cleopatra.
Egor Bulychov và những người khác không đạt được nhiều thành công, Ulyanov lý giải rằng "phim ra những rạp có lượng khán giả ít nhất và chiếu vào khung giờ ít người xem nhất. Ulyanov còn cho biết vai Bulychov mà mình đã nỗ lực rất nhiều lại không được chú ý một cách đích đáng. Đã bỏ ra nhiều tâm huyết và hứng chịu mệt mỏi tột độ, đổi lại Ulyanov chỉ nhận về "hoang mang và phẫn uất. Cho ai đây?"

#### Antony và Cleopatra, đạo diễn lần đầu
Mikhail Ulyanov nói về việc tạo hình Mark Antony, Tôi làm diễn viên 1987
Năm 1971, Evgeny Simonov dàn dựng tác phẩm để đời của mình tại Nhà hát Vakhtangov Antony và Cleopatra dựa trên bi kịch "thế tục" nhất của William Shakespeare. Ông dành vai nam chính cho người bạn cũ Mikhail Ulyanov; cònCleopatra cũng do bạn diễn lâu năm của Ulyanov là Yulia Borisova đảm nhận.
Simonov quyết định khung cảnh sẽ là đấu trường La Mã "đẫm máu và tàn nhẫn". Iosif Sumbatashvili đã thiết kế bục diễn và phông nền bằng kim loại màu xám, tạo ra cảm giác như một cái bẫy chết chóc giam chặt các đấu sĩ vào cuộc chiến sinh tử không lối thoát. Ulyanov đánh giá Vasily Lanovoy vào một trong những vai hay nhất Octavian  "đầy tự tin, cao ngạo khinh thường chung quanh". Sau khi ra mắt, báo chí có những đánh giá trái ngược hoàn toàn về diễn xuất của Ulyanov, và bản thân ông cũng nhớ bài phê bình của nữ diễn viên Lyubov Orlova trên tờ Ogonyok (Огонёк) "Toàn bộ màn trình diễn thấm đẫm đam mê và giận dữ của Antony - Ulyanov, người trông giống một tên lính hơn là một hoàng đế hay chính khách, thực sự là rất hay. Bằng lồng ngực và tấm lòng rộng mở, thật dễ hiểu và thật hiện đại."
Khi ấy mệt mỏi với "những biểu hiện xấu bụng, tức giận vô cớ, thô lỗ khó chịu và nhẫn tâm chân thành", Ulyanov quyết định thử sức đạo diễn làm phim dài tập dựa trên tác phẩm Ngày cuối mới xuất bản của Boris Vasiliev. Ulyanov tự viết kịch bản và đóng vai chính Semyon Kovalev, một cảnh sát bị tội phạm hạ sát trong ngày làm việc cuối cùng.
Không như mong đợi, khán giả không đón nhận tác phẩm này và tới tấp viết thư: "Tại sao anh lại đến với chất liệu "hoang đường" này? Cái gì đã khiến anh tạo ra hình ảnh mềm lòng về một cảnh sát tốt bụng? Anh luôn vào những vai mạnh mẽ, rồi sao đột nhiên chuyển qua vai mềm yếu đến mức thiệt mạng vì lòng tốt?" Chán nản vì thất bại, Ulyanov sau đó tự hứa với bản thân sẽ không đứng sau máy quay nữa.
Chuyển từ đạo diễn điện ảnh sang đạo diễn sân khấu, Mikhail dàn dựng vở Tình huống (Ситуация) dựa trên tác phẩm kịch cùng tên của Viktor Rozov, công diễn tại nhà hát quê hương ông năm 1973.

#### Richard IIIvà các thất bại
Năm 1974, Ulyanov hai lần vào vai Zhukov: phim truyền hình Chọn mục tiêu (Выбор цели) của Igor Talankin và phim sử thi quân sự Phong tỏa (Блокада) của Mikhail Ershov. Hình ảnh vị nguyên soái "hiển lộ, rõ ràng và chắc chắn" dưới ngòi bút Alexander Chakovsky trong Phong tỏa hấp dẫn Ulyanov hơn trong Giải phóng: "Tôi nghĩ đây là một trong những thể hiện chính xác nhất về hình tượng Zhukov..."
Tháng 7 năm 1974, Vasily Shukshin mời Ulyanov đóng vai Frol Minaev trong phim Kết thúc Razin (Конец Разина). Ulyanov đồng ý nhưng chưa kịp bấm máy thì Shukshin đột ngột qua đời vào tháng 10.
Thất bại khi thử vai Grigory Rasputin trong bộ phim lịch sử Agony của Elem Klimov, Ulyanov cùng đoàn kịch lưu diễn ngắn ngày tới Yerevan với trích đoạn Richard III của Rachia Kaplanyan. Vở bi kịch Shakespeare cũng được quyết định diễn ở Moskva. Vở này từng dự định diễn tại Nhà hát Vakhtangov năm 1965 nhưng không thành vì đạo diễn kiêm diễn viên chính cũng là thầy dạy của Ulyanov, Mikhail Astangov qua đời.
Tháng 10 năm 1975, theo gợi ý của Kaplanya, Ulyanov được phân vai chính, còn Astangov làm đạo diễn. Mikhail đã mất thời gian dài tìm kiếm cách thể hiện vai Richard:
"... Có lẽ không nên diễn Richard giống như Satan và ác quỷ, mà chỉ như một sinh vật bé nhỏ với bản chất hèn nhát, tầm thường, lợi dụng sự bất toàn của con người, lọt vào qua những kẽ hở chứ không tấn công trực diện. Ông ta giống như con chuột, âm thầm đào đường bới hang, cảnh giác chạy trốn ngay cả khi nguy hiểm nhỏ nhất. Nhưng làm thế nào mà một kẻ không có gì như vậy lại nắm được quyền lực? Cũng giống như cách chuột nhắt vẫn làm, lợi dụng cơ hội, tìm kẽ hở để gặm nhấm, xúi giục nịnh hót, phản bội bán đứng, cảnh giác bị đập. Ông ta có gì đó cáo già."
Khi biên kịch, Kaplanya và Ulyanov đã thay đổi cốt truyện của Shakespeare, đặc biệt những cảnh cuối khác hoàn toàn. Vở kịch được diễn nhiều năm, tạo ra những phản ứng trái chiều trên báo chí.
Năm 1975, nhà xuất bản Thanh niên cận vệ đã phát hành cuốn sách đầu tiên của Ulyanov với tiêu đề Моя профессия (Nghề của tôi). Mikhail Ulyanov được trao Giải thưởng Stanislavsky của Nhà nước Nga Xô Viết cho vai diễn Druyanov trong vở kịch Ngày lại ngày (День-деньской). Năm 1976, ông được bầu làm ủy viên Ủy ban Kiểm toán Trung ương Đảng Cộng sản Liên Xô.

#### Cuối thập niên 1970,Chủ đề
Cuối thập niên 1970, nam diễn viên gặt hái thành công trên sân khấu. Chỉ trong năm 1977, truyền hình đã phát sóng ba phim của Mikhail Ulyanov là Hạnh phúc cá nhân (Личное счастье), Quan hệ sai lầm (Обратная связь) và Gọi em từ xa (Позови меня в даль светлую). Ulyanov cũng hoàn thành một ước mơ trước đây là được đóng vai chính trong phim dựa trên tác phẩm của Vasily Shukshin. Trên sân khấu, ông được thêm vai Gaidai trong Hủy diệt biệt đội (Гибель эскадры) và Lenin khác trong Người cầm súng của Nikolai Pogodin. Những vai này theo ông đi lưu diễn khắp ngoài vùng Đất Đen Chernozem. Ulyanov không chấp nhận cách Boris Schukin thể hiện Lenin dường như mẫu mực trước đó, mà cho rằng như vậy làm hỏng hình ảnh lãnh tụ hóa thành "nông dân hạnh phúc". Ông đã mạnh dạn thay đổi một hình ảnh công chúng Liên Xô vốn quen thuộc bằng cách thể hiện hoàn toàn khác.
Tháng 11 năm 1977, Ulyanov tổ chức sinh nhật lần thứ 50 tại Rostov. Đầu năm 1978, đạo diễn Gleb Panfilov của phim Chủ đề (Тема) ưu tiên dành vai chính cho Ulyanov hơn là Innokenty Smoktunovsky hay Alexei Batalov. Khi ấy, Panfilov cân nhắc: chọn Smoktunovsky thì quá hời hợt còn Batalov lại thiếu "nam tính" chất Siberia mà Ulyanov vốn có. Ulyanov nhớ lại:
| “ | Khi bắt đầu quay, tôi thấy đạo diễn vẫn đắn đo trong việc chọn diễn viên chính. Và tôi thực sự ngạc nhiên khi Gleb Anatolyevich đề nghị tôi thử vai Kim Yesenin. Phải biết rằng không lâu trước đó, tôi đã vào vai Egor Trubnikov trong Chủ tịch, Dmitry trong Anh em nhà Karamazov... Còn đây lại là một cốt truyện châm biếm mỉa mai, tác giả từng bị phê phán chế giễu, không được chấp nhận. Rồi chính kịch bản nữa, như đoạn độc thoại "Xứ sở thân yêu của tôi..." nghe mà lặng người. Người đọc sững sờ rồi đến khán giả cũng có thể phải sững sờ lặng đi. Tôi thích kịch bản, và tất nhiên không ai khước từ cơ hộ làm việc với một một đạo diễn như Panfilov. | ” |

Phim được quay ở Suzdal theo đúng nơi diễn ra cốt truyện. Đúng như nhà thơ Yevgeny Yevtushenko dự đoán ngay khi làm phim, cuốn băng bị xếp lại và cấm chiếu. Nhà phê bình Valery Golovsky cho rằng nếu để Smoktunovsky vào vai chính thì sẽ không bị xét nét kiểm duyệt, nhưng đây lại là Ulyanov đã quá nổi tiếng với các vai Lenin, Karamazov và Zhukov rồi.
Khán giả không hề hay biết về Chủ đề cho đến khi Liên hoan phim quốc tế Berlin lần thứ 37 khai mạc năm 1987. Ban giám khảo, đứng đầu là diễn viên người Đức Klaus Maria Brandauer, đã trao giải chính Gấu Vàng cho Ulyanov. Ông trở thành người thứ hai và cuối cùng trong lịch sử điện ảnh Liên Xô giành chiến thắng tại Liên hoan phim Berlin.

### Thập niên 1980

#### Cuộc đào thoát cuối cùngvàĐời tư
Khi đọc kịch bản phim mới Cuộc đào thoát cuối cùng (Последний побег) của Leonid Menaker, Ulyanov thấy được sự bày tỏ "chân thành" của Alexander Galin và có thiện cảm với nhân vật chính nên đồng ý tham gia. Ông nhanh chóng tìm được tiếng nói chung với đạo diễn và bắt đầu tái hiện "tính cách ngông cuồng" của người cựu chiến binh Alexei Kustov. Phim quay ở Leningrad, Simferopol và Slantsy là nơi thực sự ra diễn ra câu chuyện, nguyên mẫu Kustov thực sự ngoài đời cũng gặp gỡ riêng với Ulyanov. Phim không đạt được nhiều thành công nhưng Ulyanov hài lòng với vai này. Alexei Kustov qua đời vài năm sau đó và tác phẩm này trở thành sự tưởng nhớ về "con người khiêm tốn sống một cuộc đời kín đáo nhưng cao quý".
Năm 1979, Ulyanov cùng đạo diễn Garry Chernyakhovsky dàn dựng vở Stepan Razin dựa trên tiểu thuyết Ta đến giải phóng các người (Я пришёл дать вам волю) của Vasily Shukshin. Ông cố gắng vào vai nhân vật chính theo cách Shukshin mong muốn "số phận ông ta sẽ phản ánh số phận toàn bộ nhân dân Nga, những người đau khổ cùng cực và đứng lên nổi dậy". Hình tượng Razin như vậy gây ra tranh cãi, một số chỉ trích nhưng số khác lại ủng hộ mạnh mẽ. Đáp lại những chỉ trích, Ulyanov đáp lại đầy triết lý: "Mọi nỗ lực nhìn thẳng vào các màn trình diễn hiện tại bằng đôi mắt riêng luôn kéo theo đấu tranh, hiểu lầm, khước từ... Nhưng ngày nay không còn cách nhìn khác... Sân khấu không còn cách nào khác hơn là phải vạch ra con đường riêng, chưa được biết đến, chưa được khai phá."
Tháng 7 năm 1980, Ulyanov sốc trước sự qua đời quá sớm một cách đột ngột của "đồng nghiệp" nhà thơ đối lập Vladimir Vysotsky và phát biểu tại lễ tưởng niệm: "Sự nghiệp nghệ thuật của chúng ta gặp phải nan đề quá lớn. Một trong những nhân vật nguyên mẫu nhất, không thể bắt chước, không giống bất kỳ bậc thầy nào khác đã nằm xuống. Họ nói rằng không ai có thể thay thế. Không, có chứ! Người khác sẽ đến, nhưng tình bạn diễn đã mất đi một tiếng nói, một trái tim...".
Năm 1982, Ulyanov đã được chấp thuận vào vai thanh tra trong hài kịch trinh thám Truy tìm phụ nữ (Ищите женщину) của Alla Surikova. Bạn diễn Semyon Farada cùng vào vai nữ cảnh sát. Nhưng nam diễn viên bị ốm nặng, đành phải từ bỏ không tham gia.
Thay vào đó, Ulyanov đóng cùng Yuly Raizman trong phim Đời tư (Частная жизнь). Ông vào vai giám đốc lớn tuổi Sergei Abrikosov bị buộc phải nghỉ hưu. Raizman vốn không thích những diễn viên đã đóng quá nhiều phim nên lúc đầu cũng không dự định vai này cho Ulyanov, nhưng sau lại đổi ý. Ulyanov đã nhập vai một người cô đơn, tận tâm, đánh mất ý nghĩa cuộc sống sau khi bị sa thải. Mỗi ngày, ông đều phải hóa trang để trông già đi.
Trước sự ngạc nhiên của Ulyanov vốn cho rằng câu chuyện đơn giản về một ông già hưu trí ở Liên Xô sẽ chỉ được quan tâm trong nước, bộ phim đã được chọn chiếu ở Liên hoan phim Venezia và được đề cử giải Oscar cho hạng mục "Phim nước ngoài hay nhất". Phim cũng giành được một số giải thưởng lại Lido, trong đó riêng Ulyanov được giải đặc biệt cho "nam diễn viên xuất sắc nhất". Tác phẩm này còn giúp Ulyanov nhận Giải thưởng Nhà nước Liên Xô.

#### Không nhân chứngvàNapoléon đệ nhất
Từng đọc vở kịch Trò chuyện không nhân chứng (Беседа без свидетеля) của Sofya Prokofieva trên tạp chí Nhà hát, Ulyanov nhớ lại trong một lần chuyện trò, Nikita Mikhalkov bày tỏ mong muốn nếu Nhà hát Vakhangov dựng vở này thì cho mình tham gia. Bất ngờ Mikhalkov được đề nghị đóng phim chuyển thể của tác phẩm này: "Hai diễn viên, một cảnh. Xưởng phim có tài chính. Tôi nghĩ chúng ta có thể làm. Và quan trọng nhất là có cơ hội làm phim làm kịch, có thể phát hành cùng lúc. Anh có thể tưởng tượng nó hấp dẫn đến thế nào không?". Tuy nhiên, ban lãnh đạo nhà hát coi việc Nikita đổi vai là trái đạo đức nghề nghiệp và dừng xúc tiến vở kịch.
Năm 1983, bộ phim Không nhân chứng (Без свидетелей) bắt đầu quay, Ulyanov đóng một trong số ít các vai diễn phản diện. Bạn diễn là Irina Kupchenko, toàn bộ cốt truyện diễn ra trong một căn hộ đơn sơ thời Liên Xô. Ý đồ của Mikhalkov trong một phân cảnh là răng của nhân vật nam chính dài ra, họp sọ biến đổi, bằng cách hóa trang nhấn mạnh việc một người đáng kính biến thành quái vật. Vấn đề mấu chốt là phải tạo ra thứ gì đó hay ho trong một căn hộ bình thường để lôi cuốn người xem trong một tiếng rưỡi là điều vô cùng khó khăn.
Ulyanov coi vai người chồng cũ này rất khó diễn và do đó cũng trở nên một trong những vai yêu thích để đời của mình: "Vai diễn mang lại khoảng thời gian khó khăn cho tôi. Đây là kiểu diễn viên trong đời sống - anh ta diễn mọi lúc. Anh ấy diễn người tốt, anh ấy diễn người năng động, anh ấy diễn yêu thương. Và tôi trong vai trò diễn viên cần phải vào vai "diễn viên đời thực" này. Các nhà phê bình đồng tình với Ulyanov, họ coi đây là một vai diễn hay nhất mà một diễn viên có thể làm được. Cộng tác với Mikhalkov đem lại những học hỏi tuyệt vời cho Ulyanov.
Ulyanov chưa bao giờ nhận được nhiều bức thư phẫn nộ như vậy sau khi ra mắt phim. Một khán giả viết "Tại sao Ulyanov lại diễn như vậy? Hắn đánh mất lương tâm, bắt đầu ăn chơi trác táng như vậy sao?" còn những người khác không ngần ngại gọi nam diễn viên là kẻ vô lại và khốn nạn.
Quay lại đầu thập niên 1970, Ulyanov đọc kịch bản Napoléon đệ nhất (Наполеон Первый) của Ferdinand Bruckner và ngay lập tức muốn được đóng vai nhà độc tài vĩ đại. Nhưng giám đốc nhà hát Yevgeny Simonov nhận thấy vở diễn "quá nhỏ bé, hời hợt, yếu ớt". Ulyanov đành cam chịu không thể diễn Napoléon. Nhưng năm 1983, Anatoly Efros bắt đầu dàn dựng vở kịch này tại Nhà hát Malaya Bronnaya và mời Ulyanov đóng vai chính (với tư cách khách mời). Trước đó, Ulyanov từng hợp tác với Efros trong Đảo giữa dòng (Острова в океане) dựa trên Islands in the Stream của Ernest Hemingway.
Vốn quen với sân khấu lớn của Nhà hát Vakhtangov, Ulyanov không dễ dàng thích nghi với khán phòng nhỏ ở Bronnaya. Mikhail đọc hàng tá tài liệu về Napoléon, lục cả Thư viện Lịch sử Quốc gia, nhưng không tìm thấy điều mình cần "... ông ta như thế nào khi bị bỏ lại một mình? Nhân phẩm của ông ta là gì? Điểm yếu ở đâu? Có nỗi đau nào?". Bị giằng co giữa hai nhà hát, Ulyanov đến gặp Thứ trưởng Bộ Văn hóa Yevgeny Zaitsev để yêu cầu tăng lương, đồng thời nhấn mạnh rạp hát đã kín chỗ đến không còn vé bán. Zaitsev trả lời rằng diễn viên mà không đi lưu diễn tới Saratov thì chỉ nhận được số tiền nhất định.
Viktor Rozov viết về buổi diễn ra mắt: "... Ulyanov làm chủ phong thái bề ngoài nhân vật của mình cực kỳ uyển chuyển. Ulyanov bắt được tất cả các tư thế Napoléon trong tranh vẽ và tạo hình lại riêng cho mình. Diễn viên không miêu tả nhân vật, mà đã hóa thân vào chính mình. Anh đã khoác lên người Napoléon thật sự". Trong số những người dự khán đầu tiên có Tổng Bí thư tương lai Mikhail Gorbachyov.
Vở kịch chỉ được diễn khoảng hai mươi lần, vì chẳng bao lâu sau Efros chuyển đến Nhà hát Taganka và người vào vai Joséphine là Olga Yakovleva không chịu diễn mà không có Efros. Efros muốn Ulyanov diễn tiếp ở Taganka nhưng ông từ chối. Mười năm sau, nhờ cố gắng của Yakovleva, vở kịch được tái diễn tại Nhà hát Mayakovsky, lần này Mikhail Filippov đóng vai Napoléon.

#### Lại Zhukov vàNgười giao sữa Tevye
Tháng 7 năm 1984, Ulyanov đón cháu ngoại Elizaveta ra đời, được đặt theo tên của cụ bà tức mẹ ông. Con gái Elena kể lại khi cho cha xem đứa bé, ông bật khóc và lần đầu tiên thấy hạnh phúc tột độ. Ngay sau đó, Ulyanov rời nhà hát trong chuyến lưu diễn Viễn Đông. Trong hai năm tiếp theo, Ulyanov một lần nữa đóng vai Nguyên soái Zhukov trong các phim Chiến thắng (Победа), Cuộc chiến ở Moskva  và Phản đòn (Контрудар). Trong nhà hát, Ulyanov từ lâu đã độc quyền đóng những vai chính. Vai diễn mới năm 1984 là Edigey trong vở kịch Và một ngày dài hơn thế kỷ (И дольше века длится день) dựa trên tiểu thuyết cùng tên của Chyngyz Aitmatov.
Tháng 4 năm 1985, Ulyanov có bài phát biểu lớn tại Hội nghị toàn thể Ủy ban Trung ương Đảng Cộng sản Liên Xô đánh dấu khởi đầu những thay đổi toàn diện trên toàn quốc. Cùng năm, ông dàn dựng vở The Child Buyer (Скупщик детей) của John Hersy. Ông mời cô giáo cũ Vera Lvova tham gia và đó thành ra là vai diễn cuối cùng trong đời bà. Vở diễn thất bại, Ulyanov thề sẽ không bao giờ làm đạo diễn nữa.
Cùng lúc đó, người bạn lâu năm của Ulyanov là Sergey Evlakhishvili quyết định làm kịch truyền hình Người giao sữa Tevye (Тевье-молочник). Ulyanov rất bất ngờ khi được mời vào vai chính vốn từng tỏa sáng với diễn xuất của Solomon Mikhoels. Chính Tevye đã trở thành vai diễn quan trọng nhất của Ulyanov trên sóng truyền hình, cũng như mang lại cho ông niềm vui lớn khi tham gia. Vai nữ chính do Galina Volchek thể hiện, người mà nam diễn viên gọi là "một trong những phụ nữ thông minh nhất" mình từng gặp. Vở kịch khi phát sóng được cả khán giả lẫn giới phê bình đánh giá cao. Veniamin Kaverin viết về Ulyanov:
| “ | Tôi có thể nói rằng anh ấy diễn tinh tế phi thường, cũng như Mikhoels vậy, anh ấy vào vai nhân vật vượt trên tất cả. Điều này không chỉ áp dụng cho Ulyanov. Toàn bộ màn trình diễn được tạo nên hoàn toàn độc lập với cách Mikhoels từng diễn nhưng ấn tượng không kém. Ulyanov không tìm đến cách Mikhoels để xóa nhòa bản thân. Anh ấy diễn đúng những gì diễn ra trong cuộc sống, khán giả quên mất rằng chuyện đó vốn xảy ra ở nơi xa lạ nhiều năm trước. | ” |

Diễn xuất Ulyanov nhập vai một người Do Thái được ghi nhận, Aron Vergelis tỏ lòng ngưỡng mộ ông đặc biệt. Elizaveta Metelskaya nói rằng Ulyanov là diễn viên đầu tiên sau Mikhoels giống với nguyên mẫu Tevye ngoài thật nhất mà mình đã thấy ở Ukraina. Sau khi Người giao sữa Tevye được phát sóng, Ulyanov nhận được rất nhiều thư chỉ hỏi một câu duy nhất: "Nói thật đi, ông có phải là người Do Thái không?".
Năm 1986, Ulyanov được phong tặng danh hiệu Anh hùng lao động Xã hội Chủ nghĩa Liên Xô. Trên sóng Phát thanh Liên bang, ông thu âm các vở kịch truyền thanh Sông Đông êm đềm và Những linh hồn chết. Cùng năm đó, Ulyanov được nhất trí bầu làm chủ tịch Công đoàn Sân khấu Liên bang Nga, đồng thời giữ vị trí thư ký hội đồng quản trị Liên hiệp các nhà quay phim Liên Xô (1986-1987).

#### Giám đốc nghệ thuật Nhà hát Vakhtangov,Hòa ước Brest
Một năm sau, Ulyanov hoàn thành cuốn sách thứ hai Tôi làm diễn viên (Работаю актёром) do nhà xuất bản Nghệ thuật ấn hành.
Tháng 9 năm 1987, Evgeny Simonov tự nguyện từ chức giám đốc nghệ thuật Nhà hát Vakhtangov và Ulyanov được bổ nhiệm thế chỗ. Nhiệm vụ chính là cứu lấy nhà hát không bị chia ra thành các nhóm nhỏ. Tiếp nhận lại từ Simonov, ông lập tức đưa ra chương trình hành động bốn điểm:
- thu hút các đạo diễn và nhà viết kịch lớn đến với nhà hát
- chỉ diễn những vở đặc sắc
- không tự đạo diễn, vì cho rằng mình không có năng khiếu đạo diễn;
- không cắt giảm.[9]

Một trong những vở ra mắt đầu tiên dưới thời Ulyanov là Hòa ước Brest (Брестский мир) do Robert Sturua dàn dựng dựa trên kịch của Mikhail Shatrov thập niên 1960, nhưng chỉ mới được phép diễn vào những năm cải tổ. Những táo bạo của Shatrov lần đầu bước lên sân khấu Liên Xô như hình ảnh Leon Trotsky (Vasily Lanovoy) và Nikolai Bukharin (Alexander Filippenko). Sturua còn đưa cảnh diễn đi xa hơn nữa: Lenin nằm trên sàn, và Armand đặt chân lên ngực Lenin mà trò chuyện.
Ulyanov say sưa diễn Lenin không ngừng nghỉ mà không cần hóa trang, bản nhạc bi tráng của Giya Kancheli phù hợp với không khí cách mạng. Vở kịch thành công tốt đẹp, đoàn đã mang đi lưu diễn ở Hoa Kỳ, Argentina, Anh. Tuy nhiên, Mikhail Gorbachev lại không chấp nhận "Lần đầu tiên sân khấu, Lenin như thể ngang hàng cùng Trotsky, Bukharin... Rõ ràng điều này không chỉ nằm trong suy nghĩ của tôi, nó làm tổn thương "tâm hồn độc đảng" của Tổng Bí thư, tổng thống đầu tiên và cuối cùng của Liên Xô". Ngay sau khi bãi bỏ kiểm duyệt thì chất "táo bạo" của vở kịch này cũng chỉ mới nói lên một nửa sự thật, khán phòng trống rỗng rồi cuối cùng phải bỏ khỏi chương trình diễn xuất.
Cuối thập niên, ông đóng vai chính trong một số phim, như lại vào vai Zhukov trong Stalingrad.

### Thập niên 1990

#### Ngày u ám tháng Ba
Sự nghiệp Ulyanov hoạt động kém hiệu quả nhất trong thập niên 1990. Năm 1990, ông trở thành ủy viên Ủy ban Kiểm toán Trung ương Đảng Cộng sản Liên Xô (1976-1990), ủy viên Ban Chấp hành Trung ương Đảng Cộng sản Liên Xô (1990-1991). Trên màn ảnh, ông đóng vai Nguyên soái Zhukov trong bộ phim dài sáu tập Cuộc chiến ở phía Tây (Война на западном направлении). Trên sân khấu, ông vào vai Stalin trong Bài học của thầy (Уроки мастера) của đạo diễn khách mời Roman Viktyuk. Ulyanov đã khắc họa một Stalin "thô lỗ, tàn nhẫn, tâm sinh lý bất ổn và thần kinh khủng hoảng".
Tại đại hội Công đoàn năm 1991, Ulyanov được bầu vào nhiệm kỳ thứ hai. Trên trường quay, Mikhail gặp lại Sergei Solovyov lần thứ hai trong phim hài Nhà dưới trời sao (Дом под звёздным небом) với vai viện sĩ Bashkirtsev.
Tháng 3, đạo diễn Arkady Katz hoàn thành phim Ngày u ám tháng Ba (Мартовские иды), ý tưởng do Ulyanov đưa ra đồng thời đảm nhận vai Caesar. Thập niên 1960, nhân dân Liên Xô đã biết đến tiểu thuyết này khi Alexander Tvardovsky đăng trên tạp chí Novy Mir. Trên đà thành công, đạo diễn truyền hình Orlov muốn thực hiện kịch truyền hình ăn theo, vai Caesar vẫn do Ulyanov, nhưng vì nhiều lý do nên kế hoạch bất thành.
Ulyanov khắc họa hình ảnh Caesar cô đơn đến thảm thương. Buổi công chiếu có mặt nhiều thành viên Bộ Chính trị, kể cả Mikhail Gorbachyov. Ngày u ám tháng Ba diễn tả nhiều điều thấm thía liên quan đến hiện trạng đất nước khi ấy. Sau khi Tháng Mười Đen kết thúc, phim được phát sóng trên truyền hình.
Năm 1992-1993, Ulyanov đóng vai giáo sĩ trưởng Tuberozov trong vở kịch Thánh đường (Соборяне) dựa trên tiểu thuyết của Nikolai Leskov.

#### Nghệ nhân và Margarita,Tội lỗi không mắc tội
Năm 1994, Ulyanov cùng đoàn lưu diễn Thụy Sĩ. Sau đó, ông diễn ở Jerusalem và xung quanh Haifa với vai Pontius Pilate trong phim chuyển thể Nghệ nhân và Margarita (Мастер и Маргарита) từ tiểu thuyết của Mikhail Bulgakov. Vì nhiều lý do khác nhau, phim chỉ được phát hành sau khi nam diễn viên qua đời, nhưng cả giới phê bình và khán giả đều đánh giá cao vai diễn của ông.
Cùng lúc đó, giám đốc nhà hát Vladimir Mirzoev đề nghị Ulyanov đưa vở kịch Về nhà (Homecoming) của Harold Pinter lên sàn diễn đồn thời đóng vai chính Max đồ tể. Ulyanov ấn tượng với tiêu đề tác phẩm nhưng khi nghiên cứu kỹ, ông quyết định từ bỏ vì "từ ngữ tàn bạo, cốt truyện và ý nghĩa phi lý đáng lo ngại".
Một năm sau, ông lại vào vai Zhukov trong phim tài liệu hư cấu Tổng tư lệnh Georgy Zhukov (Великий полководец Георгий Жуков) của Yuri Ozerov, được biên tập lại hoàn toàn từ các bộ phim trước đó. Phim hài Mọi thứ sẽ ổn thôi! (Всё будет хорошо!) của Dmitry Astrakhan được quay gần Sankt-Peterburg, trong đó Ulyanov vào vai người ông cô đơn, đây cũng là vai hài hiếm hoi trong sự nghiệp Ulyanov.
Trên sân khấu, Ulyanov tiếp tục vào vai Shmagi trong vở kịch Tội lỗi không mắc tội mà ông từng diễn cùng Lina Samborskaya vào thập niên 1940. Lúc đầu, Ulyanov chỉ thỉnh thoảng thay thế Yuri Volyntsev ốm bệnh. Nhưng Volyntsev qua đời năm 1999 nên Ulyanov sau đó trở thành người đóng chính vai diễn này. Vai Shmagi cũng là vai diễn sân khấu cuối cùng trong đời Ulyanov.
Năm 1996, Tổng thống Boris Yeltsin tặng Mikhail Ulyanov Huân chương "Vì Tổ quốc ghi công" hạng III. Cùng năm, nhà xuất bản Tsentrpoligraf phát hành cuốn sách thứ ba của Ulyanov Trở lại chính mình (Возвращаясь к самому себе).

#### Sáng tác cho Ngày Chiến thắng,Xạ thủ Voroshilov
Năm 1996, Ulyanov từ chối đứng vào vị trí chủ tịch Công đoàn Sân khấu nhiệm kỳ thứ ba và trao lại cho Alexander Kalyagin, đồng thời là Chủ tịch danh dự suốt đời.
Năm 1998, Ulyanov cộng tác với đạo diễn Sergey Ursulyak trong phim bi hài Sáng tác cho Ngày Chiến thắng (Сочинение ко Дню Победы), cùng với Vyacheslav Tikhonov và một người bạn cũ Oleg Efremov. Nhà phê bình Dmitry Bykov nhận xét Ulyanov chắc chắn là người xuất sắc nhất trong bộ ba diễn viên chính: "Mikhail Ulyanov một lần nữa chứng tỏ là một diễn viên tuyệt vời. Nếu biết Ulyanov không phiền, tác giả sẽ gọi ông là Anthony Hopkins của nước Nga". Chính Ulyanov nhớ lại:
| “ | Tôi thích diễn phim này. Thứ nhất, Sáng tác cho Ngày Chiến thắng thuộc thể loại bi hài, khá hiếm trong nền điện ảnh chúng ta. là một bộ phim bi kịch, một thể loại khá hiếm trong điện ảnh của chúng ta. Nó đòi hỏi kỹ năng đặc biệt, trước hết là từ đạo diễn. Theo tôi, đạo diễn trẻ Sergei Ursulyak tốt nghiệp Học viện Sân khấu Shchukin đã hoàn thành xuất sắc nhiệm vụ của mình. Thứ hai, bộ phim có các diễn viên tuyệt vời. Và thứ ba, tôi bị chủ đề "Sáng tác" thu hút, đó là số phận những con người cống hiến cả đời mình phục vụ Tổ quốc. | ” |

Vì áp lực tài chính và hoàn cảnh cuộc sống, Ulyanov buộc phải vào vai ông cụ báo thù Ivan Afonin trong phim Xạ thủ Voroshilov (Ворошиловский стрелок) của Stanislav Govorukhin. Anna Sinyakina, người đóng vai cháu gái, kể lại Ulyanov đã thuyết phục Govorukhin chọn cô, rồi liên tục nhắc nhở và đưa ra lời khuyên, giúp nữ diễn viên trẻ làm quen với nhân vật. Phim được quay tại Kaluga, đoàn làm phim thì ở tại khách sạn Priokskaya. Ulyanov thừa nhận rất vui khi được thực hiện vai diễn này:
| “ | ...Phim được quay tại Kalugo nhỏ bé và ấm cúng tạo nên những cảm xúc dễ chịu, tôi thấy nó vẫn giữ được lối sống xưa cũ ở tỉnh một cách diều kỳ. Tôi thích nhân vật của mình, một ông già bình thường giản dị nhưng ẩn sau là lòng lương thiện. Nhưng khi cuộc sống sa sút thì không có một phút bình yên. Thế giới đảo lộn! Giá trị mất dần, những việc xảy ra không biết từ đâu... Hình ảnh ông già này phản ánh lên màn ảnh những vấn đề trong xã hội đau khổ bất an của chúng ta. | ” |

Alexander Porokhovshchikov, người đóng một trong những vai quan trọng trong phim, nhớ mãi khoảnh khắc khi từ cửa sổ khách sạn, ông nghe thấy tiếng Ulyanov khóc trên băng ghế cạnh tòa nhà. Porohovshchikov nghĩ rằng Ulyanov bị cơn đau tim. Ulyanov chia sẻ chân thành về cảm nghĩ thời gian còn lại đời mình thực sự nhỏ bé "Diễn thế nào đây? Sống thế nào đây?".
Tác phẩm này mang về cho Mikhail Ulyanov giải Bạch Dương Vàng (Золотой овен) và Nika (Ника) cũng như giải Nam chính xuất sắc nhất của Liên hoan phim Kinotavr (Кинотавр). Ulyanov nói Sáng tác cho Ngày Chiến thắng và Xạ thủ Voroshilov được tạo nên với tâm tình dành cho con người bình thường với lòng cảm thông sâu sắc.
Nhà xuất bản Algoritm bảo trợ để xuất bản cuốn sách áp chót của Ulyanov Xuân dược (Приворотное зелье).

### Thập niên 2000

#### Antikiller
Ulyanov tự hào về tác phẩm điện ảnh lớn cuối cùng của mình, ông vào vai tên trộm ma mãnh "Bố già" trong bộ phim hành động Antikiller (Антикиллер). Nam diễn viên không giấu diếm việc tạo hình đã bắt chước chất giọng khàn khàn và phong thái của Don Corleone do Marlon Brando thể hiện trong Bố già. Bộ phim cũng như bản thân vai diễn của Ulyanov nhận được đánh giá trái chiều. Nhiều bức thư khán giả gửi trực tiếp cho nam diễn viên bày tỏ sự bất ngờ vì "người trước đây từng hóa thân trong nhiều vai diễn nội tâm cao quý, đột nhiên lại đóng vai một tên vô lại hèn hạ".
Năm 2002, Dmitry Astrakhan mời Ulyanov đóng vai ông nhân tình già trong phần làm tiếp Những người tình nguyện thời Xô Viết nhưng nam diễn viên thẳng thừng từ chối.

#### Năm cuối đời và qua đời

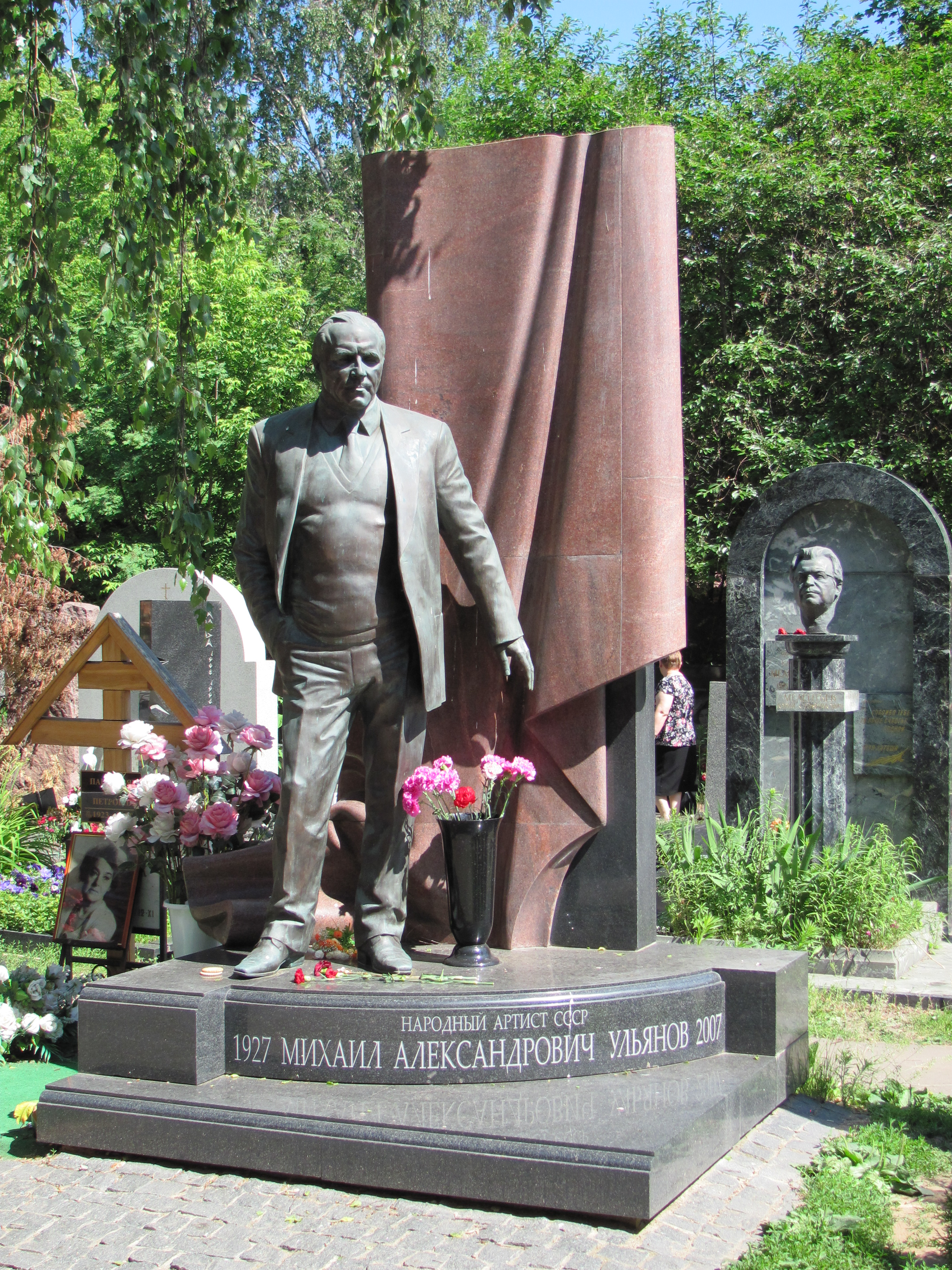
Phần mộ Mikhail Ulyanov tại Nghĩa trang Novodevichy, Moskva

Giữa thập niên 1990, Mikhail Ulyanov được chẩn đoán mắc bệnh Parkinson thể nhẹ, nhưng trở nên trầm trọng hơn sau nhiều năm. Người thân tìm mọi cách chạy chữa cho Ulyanov, kể cả đưa sang Trung Quốc điều trị bằng Đông y.
Ngày 29 tháng 4 năm 2004, Ulyanov xuất hiện lần cuối trên sân khấu nhà hát quê hương với vai Shmagi trong vở kịch Tội lỗi không mắc tội. Hai năm trước khi qua đời, ông vào vai Nguyên soái Zhukov lần cuối trên phim truyền hình Ngôi sao thời đại (Звезда эпохи) của Yuri Kara. Ban đầu, Vladimir Menshov muốn đóng vai Zhukov nhưng Kara cảm thấy "tất cả khán giả đã quen với Ulyanov trong hình tượng này". Bản thân nam diễn viên cũng muốn một lần nữa đóng vai Zhukov sau khi cảm thấy các cựu chiến binh bị xúc phạm với việc trình chiếu Antikiller.
Tác phẩm điện ảnh cuối cùng của Ulyanov là vai giám đốc nhà máy trực thăng Ivan Senchukov trong phim Săn hươu (Охота на изюбря). Nhưng các cảnh có Ulyanov chỉ được quay trong ba ngày, nhân vật bị giết ngay trong tập đầu tiên. Cuối năm 2005, Ulyanov thường phàn nàn tình trạng sức khỏe của mình và sụt cân thấy rõ.
Tại Omsk, Mikhail Ulyanov được long trọng trao tặng danh hiệu Công dân danh dự. Ông rớm nước mắt xúc động trên sân khấu Nhà hát Omsk: "Hỡi các bạn đồng hương đã làm gì cho tôi thế này?".
Mùa hè năm 2006, Ulyanov khi đang nghỉ ngơi ở Kineshma thì bị đau cấp tính. Đích thân Sergey Shoygu đã điều động trực thăng của Bộ Tình trạng khẩn cấp đưa Ulyanov đi phẫu thuật ngay. Tháng 10, nhận thấy sức khỏe ngày một xấu đi, Ulyanov xin nghỉ việc ở văn phòng giám đốc nghệ thuật Nhà hát Omsk, nhưng được giữ ở lại cho đến hết mùa diễn vì không tìm được người thay thế. Cho đến tuần cuối cuộc đời, Ulyanov dành tất cả thời gian rảnh trong căn hộ tại phố Bolshaya Bronnaya. Ngày 14 tháng 3 năm 2007, ông nói lời vĩnh biệt sân khấu kịch.
Ngày 22 tháng 3, Ulyanov một lần nữa phải nhập viện vì cơn đau cấp của bệnh ruột mãn tính. Kiểm tra cho thấy một loạt các vấn đề: bệnh Parkinson, ung thư giai đoạn cuối ảnh hưởng ruột và thận. Tuy nhiên, tình trạng sức khỏe vẫn được đánh giá là ổn định. Ulyanov khước từ phẫu thuật khẩn cấp. Sau đó, bác sĩ kê thuốc đặc biệt kèm cảnh báo có thể không giúp ích được gì. Do bệnh Parkinson, được bác sĩ khuyên phải đi lại, nên dù khó khăn, ông đã thực hiện cho đến lần cuối gặp vợ con đến thăm. Một tuần trước khi qua đời, ông phải dùng máy thở.
| “                                             | Trước mắt tôi vẫn còn hình ảnh này: người mẹ nhỏ bé, gầy guộc vòng tay ôm lấy chồng mình và nói: "Misha, một lần nữa, một lần nữa!”, cứ thế dọc theo hành lang bệnh viện... Chính thức thì bà sống thêm được năm rưỡi nhưng thực tế chỉ có hai tháng thôi. Ngay sau khi ông qua đời, bà bị đột quỵ, không bao giờ tỉnh lại và cứ thế qua đời không lâu sau. | ” |
| — Elena Ulyanova, con gái của Mikhail Ulyanov | |   |

Khoảng 19 giờ ngày 26 tháng 3 năm 2007, vào đêm trước Ngày Sân khấu Thế giới, Mikhail Ulyanov qua đời tại bệnh viện tại Moskva ở tuổi 80. Tổng thống Nga và Belarus gửi điện chia buồn tới gia đình. Tướng Vladimir Shuralyov, đại diện cho các cựu chiến binh Moskva trong Chiến tranh vệ quốc, quyết định tổ chức tang lễ cho Mikhail Ulyanov theo nghi thức quân đội. Alexander Kalyagin bình luận về cái chết của Ulyanov:
| “ | Hôm qua biết tin Mikhail Alexandrovich Ulyanov qua đời, tôi thực sự bị sốc: đây là nỗi đau buồn quá lớn, bất hạnh lớn cho sân khấu Nga. Và không chỉ đối với sân khấu, tôi thấy dường như đây là mất mát lớn cho tất cả những ai yêu mến văn hóa Nga. Con người tầm cỡ này ra đi để lại nỗi đau, đánh dấu sự kết thúc một thời đại. Thật khó cho tôi tin rằng chúng ta đã mất đi một Con Người mạnh mẽ, một Nhân cách độc đáo, một Diễn viên xuất sắc, không chỉ là thần tượng của nhiều và nhiều thế hệ khán giả mà còn là hiện thân của lương tâm dân tộc, hiện thân của linh hồn Nga. | ” |

Sáng ngày 29 tháng 3, lễ tang Mikhail Alexandrovich Ulyanov diễn ra tại Nhà thờ Chúa hóa hình trên sa mạc, sau đó quan tài quàn trên sân khấu Nhà hát Vakhtangov. Học trò và đồng nghiệp đến từ biệt gồm Vladimir Etush, Yuri Yakovlev, Irina Kupchenko, Lev Durov và nhiều người khác. Bạn thân nhất của Ulyanov là Kirill Lavrov dù đang ốm nặng tại Petersburg cũng đến; Mikhail Shvydkoy phải đỡ ông lên viếng. Lavrov cũng qua đời đúng một tháng sau đó.
Ulyanov yên nghỉ tại Nghĩa trang Novodevichy. Di cảo Thực và mơ (Реальность и мечта) được xuất bản sau đó. Lời nói cuối của Ulyanov trước khi ra đi "Tôi không hề thất vọng về cuộc đời cũng như về con người."

## Đời tư
Thời học tại Shchukin, Ulyanov có tình cảm lãng mạn trong thời gian dài với bạn cùng trường là nữ diễn viên Nina Nekhlopochenko. Sau khi chia tay, Nekhlopochenko chuyển đến Odessa còn Mikhail Alexandrovich gặp Alla Parfanyak, minh tinh của phim Đạn trời. Lúc ấy, bà là vợ Nikolai Kryuchkov và được coi là "đệ nhất mỹ nhân Moskva". Bất chấp việc Alla đã có một con trai với Kryuchkov, Ulyanov vẫn theo đuổi và cuối cùng Alla đã bỏ chồng. Năm 1959, Parfaniak và Ulyanov đăng ký kết hôn, rồi sinh con gái Elena vào tháng 12.
Ulyanov có nhiều giai thoại tình yêu với nhiều người như Yulia Borisova và Irina Kupchenko. Borisova là bạn diễn của Ulyanov trong nhiều tác phẩm, nên các nhà báo cho rằng có một tình cảm đặc biệt rõ ràng giữa hai người. Cá nhân Ulyanov luôn đặt những tình cảm đó sang một bên mà nói rằng chưa yêu ai như Alla. Còn Alla khi biết về mối tình đầu của Ulyanov, trong một lần bị bệnh thường, đã nói nếu mình chết hãy để Ulyanov đến với Nina. Elena kể lại, vào mỗi dịp sinh nhật Alla, Ulyanov đều làm thơ tặng vợ thân yêu, do không phải là thi sĩ nên có khi mất cả đêm thao thức mới làm xong.
Tuy thường uống với bạn bè, Ulyanov yêu vợ đến nỗi cuối cùng đã bỏ rượu. Rồi tương tự với thuốc lá, nam diễn viên vốn nhả khói như đầu tầu xe lửa, nhưng đã không động đến điếu nào nữa vì Alla.
Ulyanov thẳng thừng khuyên can con gái trở thành một nữ diễn viên bằng những lần trò chuyện rất lâu. Điều này tác động lớn đến Elena Mikhailovna, bà trở thành họa sĩ đồ họa, có thời gian dài làm cho tờ báo Bình luận và sự kiện (Аргументы и факты). Elena cũng là chủ tịch quỹ từ thiện mang tên cha mình, dành giúp đỡ các diễn viên điện ảnh và sân khấu Liên Xô cao tuổi.

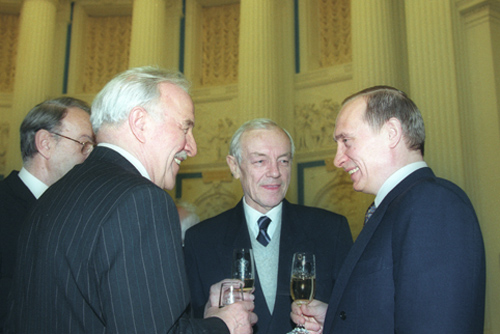
Mikhail Ulyanov (gần nhất), Alexei Batalov (ngoài cùng bên trái), Kirill Lavrov (giữa) và Tổng thống Nga Vladimir Putin tại lễ trao Giải thưởng Tổng thống và Giải thưởng Bulat Okudzhava, ngày 1 tháng 3 năm 2000

Đầu thập niên 1980, Elena kết hôn với nhà báo kiêm nhà văn Sergei Markov, con trai nhà thơ Alexei Markov. Năm 1984, cặp đôi có một con gái Elizaveta đặt theo tên mẹ của Mikhail Ulyanov. Elizaveta bị bệnh tim bẩm sinh, Ulyanov đã tìm đến Gorbachyov để cháu mình được ra nước ngoài phẫu thuật. Năm 1990, Elena và Sergei chia tay, Sergei qua đời năm 2013. Năm 2007, ba tuần trước khi ông ngoại qua đời, Elizabeth sinh đôi Igor và Anastasia.
Trong cuộc trò chuyện với Sergei Markov, Alexei Adzhubey từng thừa nhận rằng Mikhail Ulyanov là một trong số ít những người không quay lưng lại với mình sau đảo chính Điện Kremlin, hay lúc Nikita Khrushchyov mất chức và Leonid Brezhnev lên nắm quyền. Cuối thập niên 1980, Ulyanov được bầu làm Đại biểu Nhân dân Liên Xô, là thành viên Ủy ban Kiểm toán Trung ương Đảng Cộng sản Liên Xô và Ban Chấp hành Trung ương Đảng Cộng sản Liên Xô. Có ý kiến cho rằng trong những năm độc đảng, bầu cử theo nguyên tắc đại diện, và do không có nghệ sĩ nào, họ đã chọn Ulyanov.
Ulyanov là bạn Tổng thống Liên Xô Mikhail Gorbachyov, người thường đến thăm Nhà hát Vakhtangov. Mùa xuân năm 1993, Ulyanov là thành viên Ủy ban hỗ trợ Boris Yeltsin liên quan đến cuộc trưng cầu dân ý toàn Nga vào tháng 4. Dân chúng khắp nơi chỉ trích và gửi thư giận dữ đến ông. Năm 1996, Ulyanov cùng với các nhân vật văn hóa Nga khác đã ký vào tờ rơi tuyên truyền "Petersburg, hãy lựa chọn!" để cổ động ủng hộ cho ứng cử viên Vladimir Yakovlev.
Năm 2004, Ulyanov và Parfanyak tổ chức Đám cưới vàng. Ba năm sau, Ulyanov qua đời. Mùa hè năm 2009, Parfanyak bị đột quỵ nghiêm trọng, đến tháng 11 khi đang hôn mê thì qua đời.

## Đánh giá

### Con người
Những người biết Mikhail Ulyanov đều khẳng định ông là một người độc nhất vô nhị. Trong cuộc sống riêng, ông là người chồng chung thủy đáng tin cậy còn trong công việc lại là người cầu toàn và tham công tiếc việc với quan điểm "Ai, nếu không phải tôi?". Theo con rể ông là Sergei Markov, ông chỉ có hai bạn thực sự: Yuri Katin-Yartsev và Sergei Evlakhishvili.
Ulyanov rất yêu thương con gái và cháu gái mình. Ông không bao giờ đánh đập hay la mắng con, từng đội mưa mang ủng cao su đến trường mẫu giáo để con không bị ướt chân. 20 năm sau, ông may váy búp bê cho cháu gái. Ông dành hàng giờ nói chuyện dạy dỗ con cháu. Elena nhớ lại cha từng làm hô hấp nhân tạo khi mình bị ngã bất tỉnh, khi tỉnh lại thấy cha bên cạnh đã khiến bà yên tâm như thế nào.
Vào "thập niên 90 quá độ", Ulyanov không tìm được cách tồn tại trong xã hội mới, bối rối lo âu giữa thời cuộc. Elena cho rằng lúc đó cha mình có thể sẵn sàng giết người để bảo vệ gia đình.
Bạn bè, đồng nghiệp và người thân của Mikhail Ulyanov nói rằng trái ngược với hình tượng Nguyên soái Zhukov nghiêm khắc và cứng rắn thường thấy trên màn ảnh, Ulyanov ngoài đời thực là một người hiền lành khiêm tốn và đáng tin cậy. Vợ của Ulyanov hay gọi ông là "người đàn ông bốn N (н): net (нет - không), nelzya (нельзя - không khả thi), neudobno (неудобно - khó chịu), neprilichno (неприлично - khiếm nhã). Đạo diễn Sergey Solovyov cùng hợp tác với Ulyanov trong một số bộ phim, cho biết: "Trong đời tôi chưa bao giờ gặp một người trung thực hơn Mikhail Alexandrovich trong công tác và xã hội." Ulyanov không ngừng nhắc lại: lương tâm luôn đặt lên hàng đầu, lương tâm đứng thứ hai, lương tâm đứng thứ ba. Elena kể lại câu chuyện khắc họa sự không quan tâm vật chất của Ulyanov:
| “ | Cha là người thiếu thực tế và không thể bảo vệ lợi ích cá nhân một cách rõ ràng. Khi đạo diễn Valera Akhadov đề nghị cha đóng phim Elegy gần Moskva, tôi không can thiệp vì xét cho cùng, tôi không phải chuyên gia về chuyện này. Nhưng cuộc sống gõ đầu bạn, bạn học mọi thứ rất nhanh: khi thấy ngày quay của cha ước tính được 100 đô la (!), tôi nhận ra mình cần phải làm điều gì đó - thời thế đã hoàn toàn khác, ngay cả những diễn viên bình thường cũng còn nhận được nhiều hơn. Tôi hỏi cha "Cha ơi, cái gì thế này?! Cha là Nghệ sĩ Nhân dân Liên Xô, Anh hùng Lao động Xã hội Chủ nghĩa, tên tuổi cha rất đắt giá." Ông trả lời một cách bất lực: "Cha không biết mặc cả..." Tôi liền gọi cho bạn là cựu giám đốc Xưởng phim Gorky, rồi đến gặp nhà sản xuất, đập bàn dù cũng không biết phải làm gì. Chúng tôi ngã giá để tiền công cho cha lên hơn một nghìn đô la một ngày quay, đáng nhẽ phải cao hơn vì số tiền không nhiều với các diễn viên hiện tại. Cha tôi không bao giờ chạy theo tiền bạc - ông đặt vật chất rất xa vị trí thứ nhất trong cuộc sống. Và cha cũng không phải trụ cột gia đình theo nghĩa thông thường. | ” |

Đầu thập niên 1990, Ulyanov đã cứu con gái mới sinh của người bạn là vũ công ba lê Oleg Karpovich (1955-2014), bé Stesha cũng bị tim bẩm sinh giống như cháu gái ông. Nhận thấy mức độ nguy hiểm, ông đứng ra chấp thuận với ban lãnh đạo Trung tâm khoa học phẫu thuật tim mạch Bakulev tiến hành thành công hai ca phẫu thuật giúp cho cô bé khỏe mạnh.
Vài năm trước khi qua đời, Ulyanov dành toàn bộ số tiền tiết kiệm của mình để khôi phục lại Nhà thờ Chúa cứu thế ở quê hương Tara.
Ulyanov rất thích hội họa, có lần đã mua một số bức tranh gốc của Stanislav Zhukovsky. Các diễn viên nước ngoài yêu thích nhất của Ulyanov là Jack Nicholson và Marlon Brando. Người ta cũng thường so sánh Ulyanov với Brando do cách thức diễn xuất giống nhau cũng như tầm cỡ tài năng của hai người. Ulyanov thường phàn nàn rằng Liên Xô cũng có nhiều diễn viên tầm cỡ như Nicholson và Brando, nhưng thu nhập lại không thể nào sánh được bằng. Elena Aroseva từng nhận xét Ulyanov cũng có chất nam tính tạo nên sức hút khó lý giải giống như Brando.

### Diễn viên và lãnh đạo
Các nhà phê bình và đồng nghiệp cho rằng Ulyanov có thể diễn bất cứ vai nào. Trong hơn 50 năm sự nghiệp, Ulyanov đã vào vai các tướng lĩnh quân sự, lãnh đạo, viện sĩ cho đến những kẻ lưu manh lừa đảo, hay đơn thuần là người dân Nga bình thường. Người phụ trách chuyên mục của Lenta.ru Andrey Vorontsov tán dương: "Ulyanov thực sự là nhân vật Nga tinh hoa, giằng xé giữa tôn thờ quyền lực với cách mạng đẫm máu. Một con người nặng ký, không phải lúc nào cũng thu hút, nhưng sẵn sàng hy sinh bản thân và kiên nhẫn tuyệt vời."
Nhà phê bình Margarita Kvasnetskaya vào năm 1966 đã viết "Mikhail Ulyanov bước vào điện ảnh một cách khiêm tốn và kín đáo... Anh không được công nhận ngay, nhưng khi đã được thừa nhận, Ulyanov luôn có khẳng định vững chắc là diễn viên tài năng sâu sắc, con người cá nhân của anh thể hiện rõ ràng trong nghệ thuật." Vai diễn Egor Trubikov mang lại thành công cho Ulyanov trên màn ảnh, nhưng cũng có nguy cơ phủ bóng "anh hùng xã hội" lên suốt đời diễn viên. Một phần tư thế kỷ sau, Yuri Barboy lưu ý: "Nhiệt huyết mà Ulyanov truyền cho một nhân vật sắc sảo, đôi khi lập dị, sẽ lại nổi lên khi vào vai nhân vật khác, lại gợi nhớ đến người hùng nổi tiếng trong phim Chủ tịch. Ulyanov luôn bảo vệ quyền của mình được đóng các vai đa dạng khác nhau; theo lời chuyên gia sân khấu Vera Maksimova:
| “ | Một nghệ sĩ vĩ đại đã ra đi. Có lẽ sẽ không bao giờ có một ai khác giống như anh và sẽ không bao giờ có một số phận như vậy. Anh dường như diễn được tất cả mọi vai. Khối lượng vai diễn khổng lồ đặt lên vai anh. Đó là công nhân và nông dân, chủ tịch nông trang tập thể và giám đốc xí nghiệp, bí thư huyện ủy, kỹ sư cải cách cố gắng vượt qua "hệ thống" đang hấp hối. Vai nhân vật lịch sử và nhà cách mạng nổi tiếng, từ người lính bình thường trong Chiến tranh Vệ quốc đến Nguyên soái Zhukov quyết thắng vẻ vang; những vai huyền thoại thời cổ đại - Caesar trong Ngày u ám tháng Ba được tiên tri trước về cái chết, tướng viễn chinh La Mã, lính thường hay người tình huyền thoại Antony... | ” |

Georgy Tovstonogov coi Ulyanov là một trong những diễn viên hiện đại xuất sắc nhất, nhạy cảm hoàn hảo với mọi thể loại; ai cũng có thể nhận ra nét đặc trưng của ông. Nhưng Ulyanov luôn tạo ra một nhân vật mới, hình ảnh mới bằng cảm xúc khác biệt.
Báo chí viết ông luôn đặc biệt thành công khi đóng vai các nhân vật mạnh mẽ như Iosif Stalin, Richard III, Mark Antony, Julius Caesar, Napoléon Bonaparte, Pontius Pilate, Vladimir Lenin, tướng Charnota và tất nhiên là vai Nguyên soái Zhukov. Khi Ulyanov qua đời, Sergei Palchikovsky viết rằng các tài năng trẻ đương thời rất khác biệt, song thực sự có ai giống được như Ulyanov.
Ulyanov trong tư cách giám đốc nghệ thuật Nhà hát Vakhtangov cũng được đánh giá khác biệt: một số biết ơn ông, chủ yếu là thế hệ trẻ; trong khi số khác không hài lòng vì nhà hát nhiều năm trì trệ, mà Ulyanov cũng hay làm riêng lẻ bên ngoài. Eleonora Shashkova đổ lỗi cho Ulyanov không quan tâm để mắt đến nghệ sĩ như bà, nhưng cũng thừa nhận Ulyanov cố gắng sửa chữa sai lầm và lãnh đạo nhà hát trải giai đoạn khó khăn nhất. Mikhail Shvydkoy tin rằng nếu Ulyanov không đứng ra gánh vác thì số phận nhà hát đã rất bi đát. Ông đứng ở vị trí lãnh đạo trong giai đoạn khó khăn nhất của nhà hát.
Trong cương vị Chủ tịch Công đoàn Sân khấu, Ulyanov lần đầu tiên giúp đãi ngộ cao cho cho các diễn viên sân khấu và điện ảnh cao tuổi. Năm 1993 (hoặc 1994 tùy nguồn) ông đưa sáng kiến cho Hội Những người hoạt động sân khấu Liên bang Nga thành lập Giải thưởng Sân khấu Mặt nạ vàng (Золотая маска). Mikhail Ulyanov mong muốn đó là giải thưởng chuyên nghiệp độc lập trao cho các thành tựu sân khấu theo nguyên tắc chính những nghệ sĩ đồng nghiệp đề cử và trao giải.

## Thành tựu

### Tác phẩm sân khấu
Nhà hát Vakhtangov
- 1950 — Tham mưu nhà nước (Государственный советник) của M. V. Sagalvich và B. Fayans — vai Volodya Barkan
- 1950 — Makar Dubrava (Макар Дубрава) của O. Ye. Korniychuk — vai Artyom
- 1951 — Pháo đài trên sông Volga (Крепость на Волге) của I. L. Kremlyova — vai Kirov
- 1951 — Niềm vui đầu tiên (Первые радости) dựa trên tiểu thuyết của К. А. Fedin — vai Kirill Yzvekov
- 1951 — Vị vua vĩ đại (Великий государь) của V. A. Solovyov — vai Boris Godunov
- 1951 — Egor Bulychov và những người khác (Егор Булычов и другие) của Maksim Gorky — vai Laptev
- 1952 — Vào những ngày chúng ta (В наши дни) của А. V. Sofronov — vai Chоrоkhоv
- 1952 — Bạch mao nữ (Седая девушка - 白毛女) của Hạ Kính Chi và Đinh Nghị — vai quận trưởng
- 1952 — Hai quý ông thành Verona (Два веронца - The Two Gentlemen of Verona) của William Shakespeare; A. Orochko sản xuất — vai Eglamour
- 1953 — Tôm càng (Раки) của Mikhalkov — vai Levsha
- 1953 — Thời đại mới (Новые времена) của Mdivani — vai Sukhov
- 1954 — Sợ khổ — không thấy hạnh phúc (Горя бояться — счастья не видать) của Samuil Marshak; Simonov dàn dựng — vai anh lính Ivan
- 1954 — Người cầm súng (Человек с ружьём) của Pogodin — vai đại diện thợ thuộc da
- 1955 — Trên đáy vàng (На золотом дне) của Mamin-Sibiryak; Remyzova sản xuất — vai Vasya
- 1955 — Oleko Dundich (Олеко Дундич) của Rzhevsky và Katsa — vai Kliment Voroshilov
- 1956 — Filumena Marturano (Филумена Мартурано) của Eduardo De Filippo; Simonov sản xuất — vai Michele
- 1956 — Tầng sáu (Шестой этаж) của Alfred Gehri; nhà sản xuất Gritsenko — vai người lao động Jojo
- 1956 — Nhiệm vụ đặc biệt (Необыкновенное дежурство) của Jerzy Lutowski — vai Wenceslas
- 1956 — Romeo và Juliet của Shakespeare — vai Escalus
- 1957 — Hai chị em gái (Две сестры) của Knorre — vai Seryozha
- 1957 — Thành phố lúc rạng đông (Город на заре) của Arbuzov; Simonov dàn dựng — vai Kostya Belous
- 1958 — Chàng ngốc (Идиот) dựa trên tiểu thuyết của Dostoyevsky; Remyzova sản xuất— vai Rogozhin
- 1958 — Angela (Ангела) của Yiórgos Sevastíkoglou — vai Stratos
- 1959 — Lịch sử Yrkutsk (Иркутская история) của Arbuzov; Simonov dàn dựng — vai Sergei Seryogin
- 1959 — Đầu bếp (Стряпуха) của Sofronov — vai Seraphim Chaika
- 1961 — Đầu bếp cưới vợ (Стряпуха замужем) của Sofronov; Simonov sản xuất — vai Seraphim Chaika
- 1962 — Hắc điểu (Чёрные птицы) của Pogodin — vai Andrei Pervozvanov
- 1963 — Quận chúa Turandot (Принцесса Турандот) của Carlo Gozzi; Vakhtangov sản xuất, Simonov hoàn tất — vai Brigella
- 1965 — Dion (Дион) dựa trên kịch của Leonid Zorin; Simonov dàn dựng — vai Dion
- 1965 — Rừng bạc (Серебряный бор) của Edlis — vai Storozhev
- 1966 — Đặc biệt nguy hiểm... (Особо опасная…) của Semyonov — vai Borisenko
- 1966 — Kornamiya (Конармия) dựa trên tập truyện của Isaac Babel; Simonov dàn dựng — vai Guleva
- 1967 — Virineya (Виринея) của Seifullina và Pravdukhin — vai Pavel Suslov
- 1967 — Giai điệu Warszawa (Варшавская мелодия) của Zorin; Simonov dàn dựng — vai Victor
- 1969 — Đăng quang (Коронация) của Zorin — vai Yakov Ivanovich
- 1970 — Người cầm súng (Человек с ружьём) của Pogodin — vai Lenin
- 1971 — Antony và Cleopatra (Антоний и Клеопатра — Antony and Cleopatra) của Shakespeare; Simonov dàn dựng — vai Antony
- 1974 — Ngày lại ngày (День-деньской) của Veitsler và Misharin — vai giám đốc nhà máy Druyanov
- 1975 — Bi kịch nhỏ (Маленькие трагедии) của Pushkin — vai Hiệp sĩ khốn khổ
- 1975 — Mặt trận (Фронт) của Korniychuk — vai Ivan Gorlov
- 1976 — Richard III (Ричард III) của Shakespeare; Kaplanyan sản xuất  — vai Richard
- 1977 — Người cầm súng (Человек с ружьём) của Pogodin — vai Lenin
- 1977 — Hủy diệt biệt đội (Гибель эскадры) của Korniychuk — vai Gaidai
- 1979 — Stepan Razin (Степан Разин) dựa trên tiểu thuyết Ta đến giải phóng các người (Я пришёл дать вам волю); Chernyakhovsky và Ulyanov dàn dựng — vai Stepan Razin
- 1982 — Bằng bốn franc (Равняется четырём Франциям) của Misharin — vai Serebryannikov
- 1983 — Napole đệ nhất (Наполеон Первый) của Ferdinand Bruckner — vai Napoléon
- 1984 — Và một ngày dài hơn thế kỷ (И дольше века длится день) của Aitmatov — vai Edigei
- 1985 — Tổng kết chiến dịch nửa trang (Полстраницы оперативной сводки) dựa trên các tác phẩm của Simonov và Zhukov — vai Zhukov
- 1987 — Hòa ước Brest (Брестский мир) của Mikhail Shatrov; Robert Sturua dàn dựng — vai Lenin
- 1990 — Bài học của thầy (Уроки мастера) của Paunella — vai Stalin
- 1991 — Ngày u ám tháng Ba (Мартовские иды) của Thornton Wilder; Kats dàn dựng — vai Julius Caesar
- 1992 — Thánh đường (Соборяне) của Leskov; Roman Viktyuk dàn dựng — vai Giáo trưởng Tuberozov
- 1993 — Tội lỗi không mắc tội (Без вины виноватые) của Ostrovsky; Pyotr Fomenko dàn dựng — vai Shmaga
- 2001 — Đêm cự đà (Ночь игуаны — The Night of the Iguana) của Tennessee Williams — vai Jonathan Coffin

Nhà hát Maloi Bronnoi
- 1983 — Napole đệ nhất (Наполеон Первый) của Ferdinand Bruckner; Efros dàn dựng — vai Napoléon
- 1995 — Những kẻ man rợ (Варвары) của Maksim Gorky — vai người Di gan

Nhà hát BORIS
- 1996 — Ngày cuối của Sa hoàng cuối cùng (Последний день последнего царя) Edvard Radzinsky — vai Yurovsky

### Giám đốc nhà hát
- 1973 — Tình huống (Ситуация) của Rozov
- 1976 — Richard III của Shakespeare (đồng đạo diễn)
- 1979 — Ta đến giải phóng các người (Я пришёл дать вам волю) của Shukshin
- 1985 — The Child Buyer (Скупщик детей) của John Hersy

### Truyền hình
- 1953 — Egor Bulychov và những người khác (Егор Булычов и другие) — vai Yakov Laptev
- 1959 — Thành phố lúc rạng đông (Город на заре) — vai Kostya Belous
- 1960 — Đất vỡ hoang (Поднятая целина)
- 1962 — Phỏng vấn mùa xuân (Интервью у весны) — vai Seraphim Chaika
- 1965 — Dưới bóng dẻ gai Praha (Под каштанами Праги) — vai Petrov
- 1969 — Giai điệu Warszawa (Варшавская мелодия) — vai Victor
- 1971 — Quận chúa Turandot (Принцесса Турандот) — vai Brigella
- 1975 — Kornamiya (Конармия)  — vai Guleva
- 1977 — Mikhail Ulyanov đọc tác phẩm của Vasily Shukshin
- 1977 — Người cầm súng (Человек с ружьём) — vai Lenin
- 1978 — Ngày lại ngày (День-деньской) — vai Druyanov
- 1978 — Đảo giữa dòng (Острова в океане - Islands in the Stream) — vai Thomas Hudson
- 1980 — Antony và Cleopatra (Антоний и Клеопатра) — vai Antony
- 1981 — 50 năm nhà hát múa rối Sergei Obraztsov
- 1982 — Richard III (Ричард III) — vai Richard
- 1982 — Nhà thờ lớn (Кафедра) — vai Victor Bryzgalov
- 1985 — Người giao sữa Tevye (Тевье-молочник) — vai Tevye
- 1989 — Hòa ước Brest (Брестский мир) — vai Lenin
- 1994 — Ngày u ám tháng Ba (Мартовские иды) — vai Julius Caesar
- 1995 — Á thần (Полубог) — vai Alexander Kostromskoi
- 1995 — 1997 — Dự án Nga (Русский проект) — vai nhạc sĩ già dưới tàu điện ngầm
- 2004 — Huyền thoại đại pháp quan (Легенда о Великом Инквизиторе) — vai đại pháp quan

### Điện ảnh
- 1956 — Họ là những người đầu tiên (Они были первыми) — vai Alexei Kolyvanov
- 1957 — Ngôi nhà tôi sống (Дом, в котором я живу) — vai Dmitry Kashirin
- 1957 — Ekaterina Voronina (Екатерина Воронина) — vai Sergei Sutyrin
- 1958 — Những người tình nguyện (Добровольцы) — vai Nikolai Kaitanov
- 1958 — Gõ cửa (Стучись в любую дверь) — vai Mikhail Prokhorov
- 1958 — Những người lính đang đến... (Шли солдаты...) — vai Egor Mikhailov
- 1960 — Chuyện đơn giản (Простая история) — vai Andrei Danylov
- 1960 — Hãy thắp sáng lên! (Пусть светит!) phim ngắn — vai Sobakin
- 1960 — 1961 — Bầu trời Baltic (Балтийское небо) — vai đội trưởng Rassokhin
- 1961 — Trận chiến trên đường (Битва в пути) — vai Dmitry Bakhirev
- 1962 — Xanh non (Молодо-зелено) — vai Lyzlov
- 1963 — Những người sống và những người chết (Живые и мёртвые) — vai Sergei Filippovich
- 1963 — Chuyến đi ba tiếng (Три часа дороги) phim ngắn — vai Evgeny Ivanovich
- 1963 — Tĩnh lặng (Тишина) — vai Pyotr Bykov
- 1964 — Chủ tịch (Председатель) — vai Yegor Trubnikov
- 1965 — Lenin ở Thụy Sĩ (Ленин в Швейцарии) — vai Lenin
- 1965 — Lịch năm mới (Новогодний календарь) phim âm nhạc
- 1966 — Tia chớp đông cứng (Замёрзшие молнии) — vai Alexei Gorbatov
- 1967 — Khi tôi còn sống (Пока я жив) — vai Frolov
- 1967 — 1970 — Phác thảo chân dung Lenin (Штрихи к портрету В. И. Ленина) — vai Lenin
- 1968 — Anh em nhà Karamazov (Братья Карамазовы) — vai Dmitry Karamazov
- 1968 — 1972 — Giải phóng(Освобождение) — vai Zhukov
- 1969 — Trên đường đến với Lenin (На пути к Ленину) — vai Lenin
- 1970 — Cuộc trốn chạy (Бег) — vai tướng Charnota
- 1970 — Biển lửa (Море в огне) — vai Zhukov
- 1970 — Chuyến bay "Alpha-1" (Полёт «Альфа-1») — vai tướng Arkatov
- 1971 — Egor Bulychov và những người khác (Егор Булычов и другие) — vai Egor Bulychov
- 1971 — Bất chấp tất cả (Несмотря ни на что — Trotz alledem!) — vai Lenin
- 1971 — Lắng nghe phía bên kia (Слушайте на той стороне) — vai Zhukov
- 1972 — Ngày cuối (Самый последний день) — vai Semyon Kovalyov
- 1973 — 1977 — Phong tỏa (Блокада) — vai Zhukov
- 1974 — Chọn mục tiêu (Выбор цели) — vai Zhukov
- 1976 — Huyền thoại Till (Легенда о Тиле) — vai Klaas
- 1976 — Những chiến binh của tự do (Солдаты свободы) — vai Zhukov
- 1977 — Hạnh phúc cá nhân (Личное счастье) — vai Pavel Doroshin
- 1977 — Quan hệ sai lầm (Обратная связь) — vai Ygnat Nurkov
- 1977 — Gọi em từ xa (Позови меня в даль светлую) — vai Nikolai Veselov, anh trai Grushi
- 1979 — Chủ đề (Тема) — vai Kim Exenin
- 1980 — Cuộc đào thoát cuối cùng (Последний побег) — vai Alexei Kustov
- 1981 — Sự thật ngày hôm qua (Факты минувшего дня) — vai Ivan Mikheev
- 1981 — Gió tháng Hai (Февральский ветер) — vai Filimonov
- 1982 — Nếu quân thù không hàng... (Если враг не сдаётся…) — vai Zhukov
- 1982 — Quá cảnh (Транзит) — vai Vladimir Bagrov
- 1982 — Đời tư (Частная жизнь) — vai Sergei Abrikosov
- 1983 — Không nhân chứng (Без свидетелей) — vai nam
- 1983 — Ngày của Tư lệnh sư đoàn (День командира дивизии) — vai Zhukov
- 1984 — Chiến thắng (Победа) — vai Zhukov
- 1984 — Chiến lược thắng lợi (Стратегия победы) phim tài liệu — vai nhà báo
- 1985 — Cuộc chiến ở Moskva (Битва за Москву) —  vai Zhukov
- 1985 — Phản đòn (Контрудар) —  vai Zhukov
- 1987 — Lựa chọn (Выбор) — vai Vladmir Vasilyov
- 1988 — Đoàn tàu bọc thép (Наш бронепоезд) — vai Ivan Savvich
- 1989 — Pháp luật (Закон) —  vai Zhukov
- 1989 — Stalingrad (Сталинград) —  vai Zhukov
- 1990 — Cuộc chiến ở phía Tây (Война на западном направлении) —  vai Zhukov
- 1991 — Phi vụ (Дело) — vai Maksim Varravin
- 1991 — Nhà dưới trời sao (Дом под звёздным небом) — vai viện sĩ Bashkirtsev
- 1992 — Hợp tác xã "Bộ chính trị", hay lời vĩnh biệt dài (Кооператив «Политбюро», или Будет долгим прощание) — vai Ivan Ivanovich
- 1992 — Tôi là dân Vyatka (Сам я — вятский уроженец) — vai Alexander Kirpikov
- 1993 — Bi kịch thế kỷ (Трагедия века) — vai Zhukov
- 1994 — Nghệ nhân và Margarita (Мастер и Маргарита) — vai Pontius Pilate
- 1995 — Tổng tư lệnh Georgy Zhukov (Великий полководец Георгий Жуков) —  vai Zhukov
- 1995 — Mọi thứ sẽ ổn thôi! (Всё будет хорошо!) — vai Dedushka
- 1998 — Lisa tội nghiệp (Бедная Лиза) — vai cha của Lisa
- 1998 — Sảnh chờ (Зал ожидания) — vai thị trưởng Semyon Fyodorov
- 1998 — Sáng tác cho Ngày Chiến thắng (Сочинение ко Дню Победы) — vai Ivan Dyakov
- 1998 — 2002 — Kẻ mạo danh (Самозванцы) — vai nhà văn Alexei Govorov
- 1999 — Xạ thủ Voroshilov (Ворошиловский стрелок) —  vai Ivan Afonin, ông nội của Katya
- 1999 — Hồ sơ thám tử Dubrovsky (Д. Д. Д. Досье детектива Дубровского) — vai nhà văn Kitav / Avgur
- 2001 — Bắc cực quang (Северное сияние) — vai cha của Sergei
- 2002 — Antikiller (Антикиллер) — vai người cha
- 2002 — Khúc bi thương thượng lưu Moskva (Подмосковная элегия) — vai diễn viên Sergei Cherkassky
- 2004 — Năm Ngọ: chòm sao Hổ Cáp (Год Лошади: Созвездие скорпиона)
- 2005 — Ngôi sao thời đại (Звезда эпохи) —  vai Zhukov
- 2005 — Săn hươu (Охота на изюбря) — vai Ivan Senchukov

### Đạo diễn phim
- 1968 - Anh em nhà Karamazov (Братья Карамазовы) (cùng Lavrov hoàn thành sau khi Pyryev qua đời)
- 1972 - Ngày cuối (Самый последний день)
- 1977 - Tình huống (Ситуация) kịch truyền hình
- 1982 - Richard III (Ричард III) kịch truyền hình

### Biên kịch
- 1972 — Ngày cuối (Самый последний день)

### Diễn xuất giọng nói
- 1956 — Nếu tất cả chàng trai trên thế giới... (Если парни всего мира... — Si tous les gars du monde) — vai Jos
- 1961 — Mật khẩu "Victoria" (Пароль «Виктория») — vai Orlando
- 1963 — Vụ việc tại đồn công an (Это случилось в милиции) — lồng tiếng
- 1967 — Người và bánh (Человек и хлеб) phim tài liệu — đọc lời bình
- 1987 — Sáng hơn (Больше света) phim tài liệu — đọc lời bình
- 1998 — Cuộc đời Solzhenitsyn (Жизнь Солженицына) — thuyết minh (trích tác phẩm)
- 2000 — Những đứa trẻ từ vực thẳm (Дети из бездны) (документальный) — thuyết minh

### Xuất hiện trong các phim khác
- 1966 — Leonid Yengibarov (Леонид Енгибаров) từ phim tài liệu Những chú hề vĩ đại (Великие клоуны)
- 1975 — Arkady Raikin (Аркадий Райкин) phim tài liệu
- 1976 — Alexander Tvardovsky (Александр Твардовский) phim tài liệu
- 1977 — Bạn có thích sân khấu không? (Любите ли вы театр?) phim tài liệu
- 1981 — Vài nét về sân khấu (Слово о театре) phim tài liệu
- 1982 — Chân lý của những con người vĩ đại (Правда великого народа) phim tài liệu — người dẫn truyện
- 1984 — Nguyên soái Zhukov. Những trang tiểu sử (Маршал Жуков. Страницы биографии) phim tài liệu
- 1984 — Chiến lược thắng lợi (Стратегия победы) trong loạt phim tài liệu Loạt đạn cuối trong cuộc chiến (Последние залпы войны) — nhà báo
- 1988 — Mikhail Ulyanov. Biên niên sử vai diễn (Михаил Ульянов. Хроника одной роли) phim tài liệu
- 1988 — Tôi không thể làm gì nữa (Ничего больше не умею) phim tài liệu
- 1989 — Đi tìm sự thật (В поисках правды) phim tài liệu
- 1990 — Và tính cách đồng chí Zhdanov. M. Ulyanov độc thoại (И лично товарищу Жданову. Монолог М. Ульянова) phim tài liệu
- 1991 — Đại pháp quan (Великий инквизитор) phim tài liệu
- 1992 — Lydia Ruslanova (Лидия Русланова) phim tài liệu
- 1997 — Lãnh đạo (Вожди) phim tài liệu
- 1997 — Valentina Vladimirova (Валентина Владимирова) trong loạt phim tài liệu Nhớ (Чтобы помнили) trên kênh ORT
- 1998 — Mikhail Ulyanov. Suy tư trong văn phòng lam (Михаил Ульянов. Размышления в синем кабинете) trong loạt phim tài liệu Cuộc đời những người phi thường (Жизнь замечательных людей)
- 1999 — Ivan Lapikov (Иван Лапиков) trong loạt phim tài liệu Nhớ (Чтобы помнили) trên kênh ORT
- 1999 — Valadmir Basov (Владимир Басов) trong loạt phim tài liệu Nhớ (Чтобы помнили) trên kênh ORT
- 2003 — Nonna Mordyukova. Tôi nhớ... (Нонна Мордюкова. Я вспоминаю…) phim tài liệu
- 2005 — Valery Gavrilin. Vui trong linh hồn (Валерий Гаврилин. Весело на душе) phim tài liệu
- 2005 — Lydia Smirnova. "Tôi sinh ra trong chiếc áo" (Лидия Смирнова. «Я родилась в рубашке») phim tài liệu
- 2007 — Evgeny Lebedev. Mặt giận (Евгений Лебедев. Неистовый лицедей) phim tài liệu
- 2007 — Không gì mãi mãi... Yuri Nagibin (Ничто не вечно…Юрий Нагибин) phim tài liệu
- 2007 — Evgeny Urbansky. Khát vọng sống mãnh liệt (Евгений Урбанский. Неистовая жажда жить) từ phim tài liệu Quần đảo (Острова)
- 2008 — Những mảnh vỡ của sân khấu bị khai tử (Осколки убиенного театра) phim tài liệu

### Kịch truyền thanh
Thông tin do Yuri Krokhin và Quỹ Phát thanh Truyền hình Nhà nước Nga cung cấp
- 1974 — Đàn sói (Волчья стая) của Vasil Bykaŭ
- 1975 — Gọi em từ xa (Позови меня в даль светлую) của Shukshin — vai Nikolai Veselov, anh trai Grushi
- 1977 — Sông Đông êm đềm (Тихий Дон) của Sholokhov
- 1984 — Anh là ca sĩ, anh là anh hùng (Тебе певцу, тебе герою) — vai Davydov
- 1987 — Hòa ước Brest (Брестский мир) của Mikhail Shatrov — vai Lenin
- 1987 — Ta đến giải phóng các người (Я пришёл дать вам волю) của Shukshin
- ? — Bài ca về thương nhân Kalashnikov (Песня про царя Ивана Васильевича, молодого опричника и удалого купца Калашникова) của Lermontov
- ? — Những linh hồn chết (Мёртвые души) của Gogol
- ? — Kẻ lang thang mê hoặc (Очарованный странник) của Leskov
- ? — Vasily Terkin (Василий Тёркин) của Tvardovsky
- 1992 — Anh em nhà Karamazov (Братья Карамазовы) của Dostoyevsky
- ? — Những quả trứng định mệnh (Роковые яйца) của Bulgakov
- ? — tác phẩm của Saltykov-Shchedrin: Lịch sử thành phố (История одного города), Các một người nuôi dạy hai vị tướng (Как один мужик двух генералов прокормил), Thư lại thông thái (Премудрый пискарь), Chủ đất hoang (Дикий помещик)
- 2001 — Còn những thứ chết tiệt đó (А вот те шиш) của Veller
- ? — Họa sĩ (Художники) của Garshin — vai Ryabinin
- ? — The Defiant Ones (Скованные одной цепью) của Harold Jacob Smith và Nedrick Young — vai Jackson
- ? — Nhà tắm (Баня) của Mayakovsky — vai Dvoikin
- ? — Hạnh phúc gia đình (Семейное счастье) của Shukshin — vai Bespalov
- ? — Hết giờ! (Время, вперёд!) của Kataev — vai Ymenko
- ? — Konarmiya (Конармия) dựa trên các tác phẩm của Isaac Babel
- ? — Bóng (Тень) của Evgeny Schwartz
- ? — Mặt trận (Фронт) của Korniychuk
- ? — Đầu bếp (Стряпуха) của Sofronov
- ? — Dưới đáy vàng (На золотом дне) của Mamin-Sibiryak
- ? — Chiến dịch "Trest" (Операция „Трест“) dựa trên tiểu thuyết Chết ngắc (Мёртвая зыбь) của Nikulin (kịch 4 phần)
- ? — Năm cuộc trò chuyện với con trai (Пять разговоров с сыном) của Misharin
- ? — Antony và Cleopatra (Антоний и Клеопатра — Antony and Cleopatra) của Shakespeare
- ? — Và một ngày dài hơn thế kỷ (И дольше века длится день) của Aitmatov
- ? — Tội lỗi không mắc tội (Без вины виноватые) của Ostrovsky

## Sách
- —— (1975), Моя профессия [Nghề của tôi] (bằng tiếng Nga), M.: Молодая гвардия, ISBN 978-5-235-03269-9
- —— (1987), Работаю актёром [Tôi làm diễn viên] (bằng tiếng Nga), M.: Искусство, ISBN 978-5-17-055584-0
- —— (1996), Возвращаясь к самому себе [Trở lại chính mình] (bằng tiếng Nga), M.: Центрполиграф, ISBN 5-218-00161-9
- —— (1999), Приворотное зелье [Xuân dược] (bằng tiếng Nga), M.: Алгоритм, ISBN 5-88878-035-9
- —— (2007), Реальность и мечта [Thực và mơ] (bằng tiếng Nga), M.: Вагриус, ISBN 978-5-9697-0458-9

## Danh hiệu và giải thưởng
Nguồn từ cuốn Mikhail Ulyanov của Sergei Markov trong loạt Cuộc đời những người phi thường (Жизнь замечательных людей)
Giải thưởng Nhà nước Liên Xô và Liên bang Nga:
- Nghệ sĩ được vinh danh của Cộng hòa Xã hội chủ nghĩa Xô viết Liên bang Nga (21 tháng 1 năm 1961) trong lĩnh vực nghệ thuật sân khấu Liên Xô
- Nghệ sĩ nhân dân Cộng hòa Xã hội chủ nghĩa Xô viết Liên bang Nga (26 tháng 11 năm 1965) trong lĩnh vực điện ảnh Liên Xô
- Giải thưởng Lenin (1966) cho vai Yegor Ivanovich Trubnikov trong phim Chủ tịch
- Nghệ sĩ Nhân dân Liên Xô (29 tháng 9 năm 1969) vì những đóng góp to lớn cho sự phát triển điện ảnh Liên Xô
- Giải thưởng Stanislavsky của Nhà nước Cộng hòa Xã hội chủ nghĩa Xô viết Liên bang Nga (1975) cho vai Druyanov trong vở kịch Ngày lại ngày của Weizler và Misharin
- Huân chương Cách mạng Tháng Mười (1977)
- Giải thưởng Nhà nước Liên Xô (1983) cho vai Sergei Nikitich Abrikosov trong phim Đời tư (1982)
- Anh hùng lao động Xã hội Chủ nghĩa Liên Xô (25 tháng 4 năm 1986) vì những công lao to lớn trong sự phát triển của nghệ thuật sân khấu Liên Xô và các hoạt động xã hội hiệu quả
- Huân chương Lenin hạng Nhì (25 tháng 4 năm 1986)
- Huân chương Vì Tổ quốc ghi công hạng Ba (17 tháng 10 năm 1996) cho việc phụng sự quốc gia và có đóng góp xuất sắc cho sự phát triển của nghệ thuật sân khấu
- Giải thưởng của Tổng thống Liên bang Nga về lĩnh vực văn học nghệ thuật năm 1998 (12 tháng 1 năm 1999)[205]

Giải thưởng và công nhận khác:
- Nhà hoạt động văn hóa ưu tú Ba Lan (1974)
- Giải thưởng đặc biệt của Ban giám khảo cho vai chính trong phim Đời tư (1982) của Y. Raizman tại Liên hoan phim Venezia
- Giải thưởng "Vì những đóng góp chuyên nghiệp xuất sắc" tại Liên hoan phim Sozvezdie (1996)
- Giải thưởng sự nghiệp sáng tạo tại Liên hoan phim Kinotavr mở rộng ở Sochi 1997
- Giải thưởng Sân khấu Crystal Turandot 1997 hạng mục Cống hiến lâu năm
- Tổng thống Liên bang Nga tri ân (18 tháng 11 năm 1997) cho Cá nhân có đóng góp to lớn cho sự phát triển của nghệ thuật sân khấu trong nước (nhân kỷ niệm sinh nhật lần thứ 70)[206]
- Giải thưởng Sân khấu Mặt nạ vàng 1998 hạng mục "Vì danh dự và nhân phẩm"
- Giải nam chính xuất sắc nhất, cho phim Xạ thủ Voroshilov tại Liên hoan phim Kinotavr mở rộng ở Sochi 1999
- Giải "Hình ảnh gợi hình tượng nhất", cho phim Xạ thủ Voroshilov tại Liên hoan phim Đông-Tây ở Baku 1999
- Giải Bạch Dương Vàng 1999 cho "Nam diễn viên chính xuất sắc nhất", phim Xạ thủ Voroshilov
- Giải Kumir 1999 "Vì đóng góp lớn cho nghệ thuật"
- Giải Nika 2000 cho Nam chính xuất sắc nhất, phim Xạ thủ Voroshilov
- Tổng thống Liên bang Nga tri ân (14 tháng 11 năm 2002) vì những đóng góp to lớn cho sự phát triển nghệ thuật Nga [207]
- Bằng Danh dự của Chính quyền Moskva (14 tháng 11 năm 2002) vì những đóng góp to lớn cho sự phát triển nghệ thuật sân khấu nước nhà và tích cực hoạt động xã hội (nhân kỷ niệm sinh nhật lần thứ 75)[208]
- Giải thưởng của Quỹ Stanislavsky quốc tế 2003[209]
- Huân chương Vì Danh dự và Giá trị cho sự phục vụ nhân dân Nga và huy hiệu "Olympia vàng" (2005)
- Danh hiệu danh dự độc nhất "Siêu sao" (2005)
- Huân chương Đóng góp cho Chiến thắng (2005)

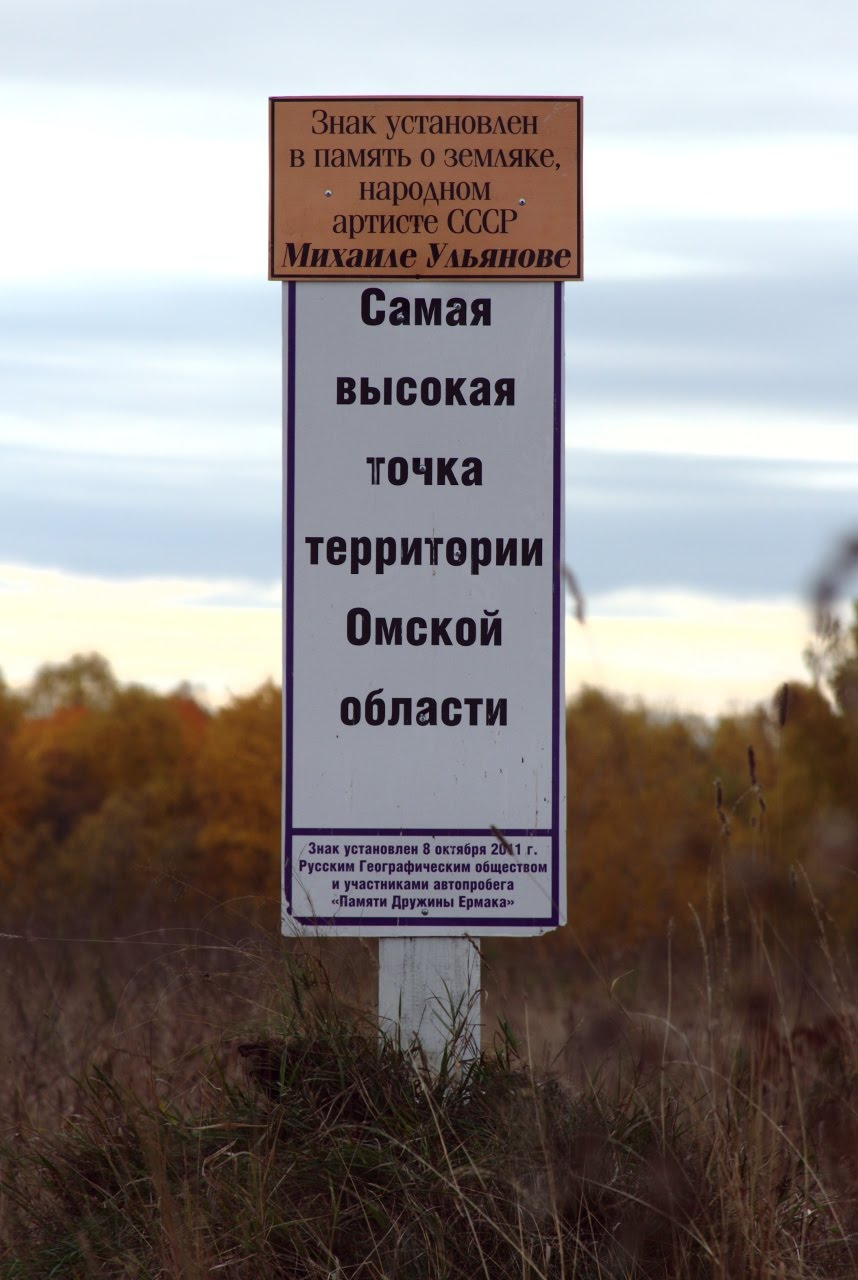
Tên Mikhail Ulyanov trên điểm cao nhất vùng Omsk

- Công dân danh dự Omsk (2005)
- Công dân danh dự Tara

## Tưởng niệm

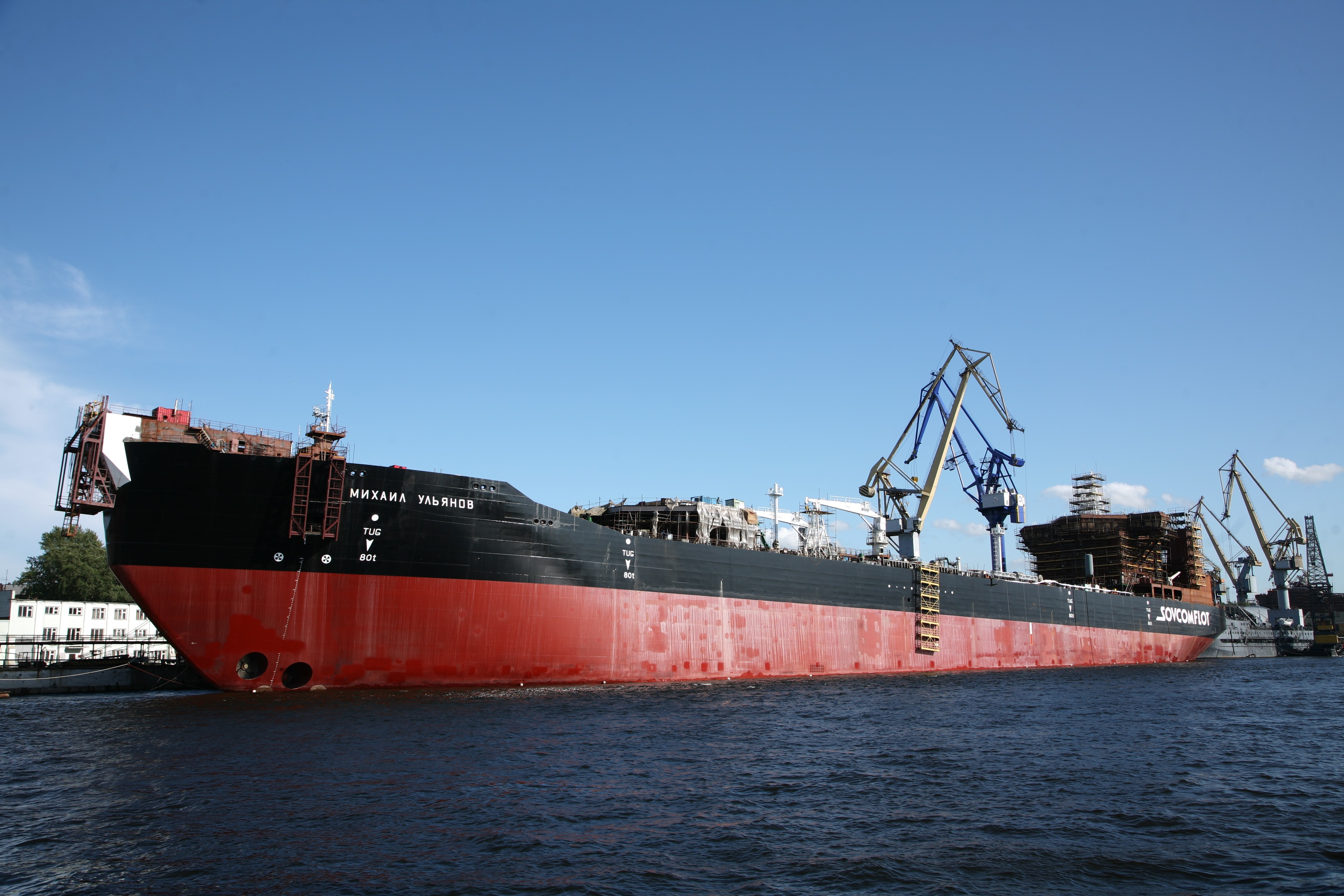
Tàu chở dầu Mikhail Ulyanov, tháng 7 năm 2009

- Năm 2005, vùng Omsk đặt ra Giải thưởng Ulyanov cho lĩnh vực nghệ thuật sân khấu, được trao cho nhà hát tốt nhất, nam diễn viên chính xuất sắc nhất và đạo diễn xuất sắc nhất của năm.
- Ngày 31 tháng 5 năm 2007, tên Ulyanov được đặt cho Nhà hát kịch phía Bắc vùng Omsk, cùng tấm bảng tưởng niệm.
- Năm 2008, tàu chở dầu Bắc Cực Mikhail Ulyanov được hạ thủy.
- Năm 2009, con gái Mikhail Ulyanov là  Elena lập quỹ từ thiện mang tên nam diễn viên, với mục đích chính là giúp đỡ các diễn viên điện ảnh và sân khấu Liên Xô.[210]
- Ngày 2 tháng 10 năm 2009, biển tưởng niệm Ulyanov đặt tại số 29 phố Bolshaya Bronnaya, Moskva.[211]
- Năm 2011, tấm biển có ghi tên Mikhail Ulyanov được lắp đặt ở điểm cao nhất vùng Omsk.[212]
- Năm 2012, tượng đài Mikhail Ulyanov bằng đồng được dựng lên bằng công quỹ gần Nhà hát phía Bắc Tara.[11]
- Năm 2014, tại Tara, bảo tàng Ulyanov được dựng ngay tại túp lều nơi gia đình Ulyanov sống trong thập niên 1930-1940.[213]
- Tháng 8 năm 2018, Omsk dựng tượng đài Mikhail Ulyanov gần nhà hát kịch địa phương.[214]

Phim tài liệu và chương trình truyền hình về Ulyanov
- 1988 - Phim tài liệu Mikhail Ulyanov. Biên niên sử vai diễn (Михаил Ульянов. Хроника одной роли) của Marina Goldovskaya
- 2007 - Phim tài liệu Cuộc đời và số phận nghệ sĩ Mikhail Ulyanov (Жизнь и судьба артиста Михаила Ульянова) - Trung tâm truyền hình[215]
- 2007 - Mikhail Ulyanov. Người được tin tưởng (Михаил Ульянов. Человек, которому верили) - Kênh 1[216]
- 2007 - Mikhail Ulyanov. Đời trôi qua nhanh quá (Михаил Ульянов. Как быстро пролетела жизнь) - Kênh 1[217]
- 2009 - Phim tài liệu Biển xanh... tàu trắng... Valeria Gavrilina (Синее море… белый пароход… Валерия Гаврилина)
- 2011 - Phim tài liệu Mikhail Ulyanov: Về thời đại và bản thân (Михаил Ульянов: О времени и о себе) của đạo diễn Galina Yevtushenko đạt giải Ưng Vàng (Золотого орла) cho phim tài liệu hay nhất của năm.[218]
- 2012 - Mikhail Ulyanov: Nguyên soái Điện ảnh Liên Xô (Михаил Ульянов. Маршал советского кино) - Kênh 1[219][220]
- 2016 - Mikhail Ulyanov: Lời thú nhận cay đắng (Михаил Ульянов. Горькая исповедь) - Trung tâm truyền hình[221]
- 2016 - Mikhail Ulyanov: Ngày cuối (Михаил Ульянов. Последний день) - Kênh Zvezda[222]
- 2017 - Mikhail Ulyanov: Huyền thoại điện ảnh (Михаил Ульянов. Легенды кино) - Kênh Zvezda[223]
- 2020 - Mikhail Ulyanov: Tư hình vĩnh cửu (Михаил Ульянов. Вечный самосуд) - Trung tâm truyền hình[224]